# Lista di asteroidi (17001-18000)
Di seguito una lista di asteroidi dal numero 17001 al 18000 con data di scoperta e scopritore.

## 17001-17100
| Nome                  | Designazione provvisoria | Data di scoperta | Scopritore               |
| --------------------- | ------------------------ | ---------------- | ------------------------ |
| 17001 Braydennoh      | 1999 CT54                | 10 febbraio 1999 | LINEAR                   |
| 17002 Kouzel          | 1999 CV54                | 10 febbraio 1999 | LINEAR                   |
| 17003 Poojanpandya    | 1999 CE55                | 10 febbraio 1999 | LINEAR                   |
| 17004 Sinkevich       | 1999 CR61                | 12 febbraio 1999 | LINEAR                   |
| 17005 -               | 1999 CD63                | 12 febbraio 1999 | LINEAR                   |
| 17006 -               | 1999 CH63                | 12 febbraio 1999 | LINEAR                   |
| 17007 -               | 1999 CK65                | 12 febbraio 1999 | LINEAR                   |
| 17008 Anamariaperez   | 1999 CL65                | 12 febbraio 1999 | LINEAR                   |
| 17009 Jasonping       | 1999 CM70                | 12 febbraio 1999 | LINEAR                   |
| 17010 -               | 1999 CQ72                | 12 febbraio 1999 | LINEAR                   |
| 17011 -               | 1999 CC80                | 12 febbraio 1999 | LINEAR                   |
| 17012 -               | 1999 CY80                | 12 febbraio 1999 | LINEAR                   |
| 17013 -               | 1999 CA82                | 12 febbraio 1999 | LINEAR                   |
| 17014 Melaniequan     | 1999 CY96                | 10 febbraio 1999 | LINEAR                   |
| 17015 Shriyareddy     | 1999 CN117               | 12 febbraio 1999 | LINEAR                   |
| 17016 -               | 1999 CV123               | 11 febbraio 1999 | LINEAR                   |
| 17017 -               | 1999 CJ138               | 11 febbraio 1999 | Spacewatch               |
| 17018 -               | 1999 DB1                 | 18 febbraio 1999 | NEAT                     |
| 17019 Aldo            | 1999 DV3                 | 23 febbraio 1999 | M. Tombelli, G. Forti    |
| 17020 Hopemeraengus   | 1999 DH4                 | 24 febbraio 1999 | I. P. Griffin            |
| 17021 -               | 1999 DS6                 | 20 febbraio 1999 | LINEAR                   |
| 17022 Huisjen         | 1999 DN7                 | 18 febbraio 1999 | LONEOS                   |
| 17023 Abbott          | 1999 EG                  | 7 marzo 1999     | J. Broughton             |
| 17024 Costello        | 1999 EJ5                 | 15 marzo 1999    | J. Broughton             |
| 17025 Pilachowski     | 1999 ES5                 | 13 marzo 1999    | R. A. Tucker             |
| 17026 -               | 1999 EC8                 | 12 marzo 1999    | Spacewatch               |
| 17027 -               | 1999 EF12                | 15 marzo 1999    | LINEAR                   |
| 17028 Frankstadermann | 1999 FJ5                 | 18 marzo 1999    | Spacewatch               |
| 17029 Cuillandre      | 1999 FM6                 | 17 marzo 1999    | ODAS                     |
| 17030 Sierks          | 1999 FC9                 | 19 marzo 1999    | LONEOS                   |
| 17031 Piethut         | 1999 FL9                 | 22 marzo 1999    | LONEOS                   |
| 17032 Edlu            | 1999 FM9                 | 22 marzo 1999    | LONEOS                   |
| 17033 Rusty           | 1999 FR9                 | 22 marzo 1999    | LONEOS                   |
| 17034 Vasylshev       | 1999 FS9                 | 22 marzo 1999    | LONEOS                   |
| 17035 Velichko        | 1999 FC10                | 22 marzo 1999    | LONEOS                   |
| 17036 Krugly          | 1999 FD10                | 22 marzo 1999    | LONEOS                   |
| 17037 Danfleisch      | 1999 FV10                | 16 marzo 1999    | Spacewatch               |
| 17038 Wake            | 1999 FO21                | 26 marzo 1999    | J. Broughton             |
| 17039 Yeuseyenka      | 1999 FN26                | 19 marzo 1999    | LINEAR                   |
| 17040 Almeida         | 1999 FT27                | 19 marzo 1999    | LINEAR                   |
| 17041 Castagna        | 1999 FB30                | 19 marzo 1999    | LINEAR                   |
| 17042 Madiraju        | 1999 FG30                | 19 marzo 1999    | LINEAR                   |
| 17043 Santucci        | 1999 FJ30                | 19 marzo 1999    | LINEAR                   |
| 17044 Mubdirahman     | 1999 FZ30                | 19 marzo 1999    | LINEAR                   |
| 17045 Markert         | 1999 FV32                | 22 marzo 1999    | D. J. Tholen             |
| 17046 Kenway          | 1999 FM33                | 19 marzo 1999    | LINEAR                   |
| 17047 Tateschrock     | 1999 FP33                | 19 marzo 1999    | LINEAR                   |
| 17048 Nicolesegaran   | 1999 FD34                | 19 marzo 1999    | LINEAR                   |
| 17049 Miron           | 1999 FJ34                | 19 marzo 1999    | LINEAR                   |
| 17050 Weiskopf        | 1999 FX45                | 20 marzo 1999    | LINEAR                   |
| 17051 Oflynn          | 1999 FW46                | 20 marzo 1999    | LINEAR                   |
| 17052 Senthilvel      | 1999 FS51                | 20 marzo 1999    | LINEAR                   |
| 17053 Ashayshah       | 1999 FX56                | 20 marzo 1999    | LINEAR                   |
| 17054 -               | 1999 GL2                 | 6 aprile 1999    | K. Korlević              |
| 17055 -               | 1999 GP3                 | 6 aprile 1999    | R. G. Sandness           |
| 17056 Boschetti       | 1999 GW3                 | 6 aprile 1999    | L. Tesi, A. Boattini     |
| 17057 -               | 1999 GS4                 | 10 aprile 1999   | K. Korlević              |
| 17058 Rocknroll       | 1999 GA5                 | 13 aprile 1999   | J. Broughton             |
| 17059 Elvis           | 1999 GX5                 | 15 aprile 1999   | J. Broughton             |
| 17060 Mikecombi       | 1999 GX7                 | 9 aprile 1999    | LONEOS                   |
| 17061 Tegler          | 1999 GQ8                 | 10 aprile 1999   | LONEOS                   |
| 17062 Bardot          | 1999 GR8                 | 10 aprile 1999   | LONEOS                   |
| 17063 Papaloizou      | 1999 GP9                 | 15 aprile 1999   | LONEOS                   |
| 17064 Ashnashah       | 1999 GX16                | 15 aprile 1999   | LINEAR                   |
| 17065 Shrilashah      | 1999 GK17                | 15 aprile 1999   | LINEAR                   |
| 17066 Ginagallant     | 1999 GG18                | 15 aprile 1999   | LINEAR                   |
| 17067 -               | 1999 GF19                | 15 aprile 1999   | LINEAR                   |
| 17068 -               | 1999 GO19                | 15 aprile 1999   | LINEAR                   |
| 17069 Adyantshankar   | 1999 GD20                | 15 aprile 1999   | LINEAR                   |
| 17070 Yanniksingh     | 1999 GG20                | 15 aprile 1999   | LINEAR                   |
| 17071 Spiride         | 1999 GK21                | 15 aprile 1999   | LINEAR                   |
| 17072 Athiviraham     | 1999 GT31                | 7 aprile 1999    | LINEAR                   |
| 17073 Alexblank       | 1999 GX34                | 6 aprile 1999    | LINEAR                   |
| 17074 Shreshth        | 1999 GQ36                | 12 aprile 1999   | LINEAR                   |
| 17075 Pankonin        | 1999 GF49                | 9 aprile 1999    | LONEOS                   |
| 17076 Betti           | 1999 HO                  | 18 aprile 1999   | P. G. Comba              |
| 17077 Pampaloni       | 1999 HY2                 | 25 aprile 1999   | A. Boattini, M. Tombelli |
| 17078 Sellers         | 1999 HD3                 | 24 aprile 1999   | J. Broughton             |
| 17079 Lavrovsky       | 1999 HD9                 | 17 aprile 1999   | LINEAR                   |
| 17080 -               | 1999 HE9                 | 17 aprile 1999   | LINEAR                   |
| 17081 Jaytee          | 1999 JT1                 | 8 maggio 1999    | CSS                      |
| 17082 -               | 1999 JC3                 | 9 maggio 1999    | K. Korlević              |
| 17083 -               | 1999 JB4                 | 10 maggio 1999   | LINEAR                   |
| 17084 Sundararajan    | 1999 JV14                | 10 maggio 1999   | LINEAR                   |
| 17085 -               | 1999 JM16                | 15 maggio 1999   | Spacewatch               |
| 17086 Ruima           | 1999 JH18                | 10 maggio 1999   | LINEAR                   |
| 17087 -               | 1999 JC19                | 10 maggio 1999   | LINEAR                   |
| 17088 Giupalazzolo    | 1999 JF19                | 10 maggio 1999   | LINEAR                   |
| 17089 Mercado         | 1999 JU19                | 10 maggio 1999   | LINEAR                   |
| 17090 Mundaca         | 1999 JE21                | 10 maggio 1999   | LINEAR                   |
| 17091 Senthalir       | 1999 JM21                | 10 maggio 1999   | LINEAR                   |
| 17092 Sharanya        | 1999 JP21                | 10 maggio 1999   | LINEAR                   |
| 17093 Supanklang      | 1999 JH22                | 10 maggio 1999   | LINEAR                   |
| 17094 Sarahsyed       | 1999 JV25                | 10 maggio 1999   | LINEAR                   |
| 17095 Mahadik         | 1999 JN26                | 10 maggio 1999   | LINEAR                   |
| 17096 Takemaru        | 1999 JX26                | 10 maggio 1999   | LINEAR                   |
| 17097 Ronneuman       | 1999 JX31                | 10 maggio 1999   | LINEAR                   |
| 17098 Ikedamai        | 1999 JE34                | 10 maggio 1999   | LINEAR                   |
| 17099 Emilytianshi    | 1999 JE37                | 10 maggio 1999   | LINEAR                   |
| 17100 Kamiokanatsu    | 1999 JT37                | 10 maggio 1999   | LINEAR                   |

## 17101-17200
| Nome                | Designazione provvisoria | Data di scoperta  | Scopritore                           |
| ------------------- | ------------------------ | ----------------- | ------------------------------------ |
| 17101 Sakenova      | 1999 JZ38                | 10 maggio 1999    | LINEAR                               |
| 17102 Begzhigitova  | 1999 JB41                | 10 maggio 1999    | LINEAR                               |
| 17103 Kadyrsizova   | 1999 JC42                | 10 maggio 1999    | LINEAR                               |
| 17104 McCloskey     | 1999 JV46                | 10 maggio 1999    | LINEAR                               |
| 17105 -             | 1999 JC47                | 10 maggio 1999    | LINEAR                               |
| 17106 Tidball       | 1999 JT48                | 10 maggio 1999    | LINEAR                               |
| 17107 -             | 1999 JJ51                | 10 maggio 1999    | LINEAR                               |
| 17108 Patricorbett  | 1999 JL51                | 10 maggio 1999    | LINEAR                               |
| 17109 -             | 1999 JF52                | 10 maggio 1999    | LINEAR                               |
| 17110 -             | 1999 JG52                | 10 maggio 1999    | LINEAR                               |
| 17111 -             | 1999 JH52                | 10 maggio 1999    | LINEAR                               |
| 17112 -             | 1999 JM52                | 10 maggio 1999    | LINEAR                               |
| 17113 -             | 1999 JE54                | 10 maggio 1999    | LINEAR                               |
| 17114 -             | 1999 JJ54                | 10 maggio 1999    | LINEAR                               |
| 17115 Justiniano    | 1999 JT54                | 10 maggio 1999    | LINEAR                               |
| 17116 -             | 1999 JO57                | 10 maggio 1999    | LINEAR                               |
| 17117 -             | 1999 JL58                | 10 maggio 1999    | LINEAR                               |
| 17118 -             | 1999 JM58                | 10 maggio 1999    | LINEAR                               |
| 17119 Alexisrodrz   | 1999 JP59                | 10 maggio 1999    | LINEAR                               |
| 17120 -             | 1999 JP60                | 10 maggio 1999    | LINEAR                               |
| 17121 Fernandonido  | 1999 JX60                | 10 maggio 1999    | LINEAR                               |
| 17122 -             | 1999 JH63                | 10 maggio 1999    | LINEAR                               |
| 17123 -             | 1999 JQ63                | 10 maggio 1999    | LINEAR                               |
| 17124 Rishavalera   | 1999 JC65                | 12 maggio 1999    | LINEAR                               |
| 17125 Vijayakumar   | 1999 JB68                | 12 maggio 1999    | LINEAR                               |
| 17126 Sophiawang    | 1999 JH68                | 12 maggio 1999    | LINEAR                               |
| 17127 Ryanwestcott  | 1999 JE69                | 12 maggio 1999    | LINEAR                               |
| 17128 Stephyoshida  | 1999 JS75                | 10 maggio 1999    | LINEAR                               |
| 17129 -             | 1999 JM78                | 13 maggio 1999    | LINEAR                               |
| 17130 Alexzhang     | 1999 JV79                | 13 maggio 1999    | LINEAR                               |
| 17131 Paulazhu      | 1999 JL80                | 12 maggio 1999    | LINEAR                               |
| 17132 -             | 1999 JV80                | 12 maggio 1999    | LINEAR                               |
| 17133 -             | 1999 JC81                | 12 maggio 1999    | LINEAR                               |
| 17134 -             | 1999 JX81                | 12 maggio 1999    | LINEAR                               |
| 17135 -             | 1999 JD82                | 12 maggio 1999    | LINEAR                               |
| 17136 -             | 1999 JE82                | 12 maggio 1999    | LINEAR                               |
| 17137 -             | 1999 JK84                | 12 maggio 1999    | LINEAR                               |
| 17138 Burgosrosario | 1999 JM84                | 12 maggio 1999    | LINEAR                               |
| 17139 Malyshev      | 1999 JS86                | 12 maggio 1999    | LINEAR                               |
| 17140 Yangkevin     | 1999 JU86                | 12 maggio 1999    | LINEAR                               |
| 17141 Bhatia        | 1999 JV94                | 12 maggio 1999    | LINEAR                               |
| 17142 -             | 1999 JQ95                | 12 maggio 1999    | LINEAR                               |
| 17143 Andrewbrinton | 1999 JN97                | 12 maggio 1999    | LINEAR                               |
| 17144 Laurenchen    | 1999 JW98                | 12 maggio 1999    | LINEAR                               |
| 17145 Hollycheng    | 1999 JG99                | 12 maggio 1999    | LINEAR                               |
| 17146 -             | 1999 JB102               | 13 maggio 1999    | LINEAR                               |
| 17147 Mariafields   | 1999 JF102               | 13 maggio 1999    | LINEAR                               |
| 17148 Arifirester   | 1999 JJ105               | 12 maggio 1999    | LINEAR                               |
| 17149 Victoriagraf  | 1999 JM105               | 13 maggio 1999    | LINEAR                               |
| 17150 -             | 1999 JP109               | 13 maggio 1999    | LINEAR                               |
| 17151 Zanderhill    | 1999 JB114               | 13 maggio 1999    | LINEAR                               |
| 17152 -             | 1999 JA118               | 13 maggio 1999    | LINEAR                               |
| 17153 -             | 1999 JK119               | 13 maggio 1999    | LINEAR                               |
| 17154 -             | 1999 JS121               | 13 maggio 1999    | LINEAR                               |
| 17155 -             | 1999 KZ1                 | 16 maggio 1999    | Spacewatch                           |
| 17156 Kennethseitz  | 1999 KS3                 | 19 maggio 1999    | Spacewatch                           |
| 17157 -             | 1999 KP6                 | 21 maggio 1999    | Beijing Schmidt CCD Asteroid Program |
| 17158 -             | 1999 KA8                 | 18 maggio 1999    | LINEAR                               |
| 17159 -             | 1999 KG15                | 18 maggio 1999    | LINEAR                               |
| 17160 Jetly         | 1999 LT10                | 8 giugno 1999     | LINEAR                               |
| 17161 -             | 1999 LQ13                | 9 giugno 1999     | LINEAR                               |
| 17162 Nithinkavi    | 1999 LX13                | 9 giugno 1999     | LINEAR                               |
| 17163 Vasifedoseev  | 1999 LT19                | 9 giugno 1999     | LINEAR                               |
| 17164 -             | 1999 LP24                | 9 giugno 1999     | LINEAR                               |
| 17165 -             | 1999 LS27                | 9 giugno 1999     | LINEAR                               |
| 17166 Secombe       | 1999 MC                  | 17 giugno 1999    | J. Broughton                         |
| 17167 Olgarozanova  | 1999 NB                  | 4 luglio 1999     | Kleť                                 |
| 17168 -             | 1999 NP3                 | 13 luglio 1999    | LINEAR                               |
| 17169 Tatarinov     | 1999 NQ23                | 14 luglio 1999    | LINEAR                               |
| 17170 Vsevustinov   | 1999 NS25                | 14 luglio 1999    | LINEAR                               |
| 17171 -             | 1999 NB38                | 14 luglio 1999    | LINEAR                               |
| 17172 -             | 1999 NZ41                | 14 luglio 1999    | LINEAR                               |
| 17173 Evgenyamosov  | 1999 RN10                | 7 settembre 1999  | LINEAR                               |
| 17174 Krivitsky     | 1999 RX53                | 7 settembre 1999  | LINEAR                               |
| 17175 -             | 1999 SS3                 | 24 settembre 1999 | LINEAR                               |
| 17176 Viktorov      | 1999 SH17                | 30 settembre 1999 | LINEAR                               |
| 17177 -             | 1999 TA41                | 8 ottobre 1999    | CSS                                  |
| 17178 Caitlinrita   | 1999 TK218               | 15 ottobre 1999   | LINEAR                               |
| 17179 Codina        | 1999 TC224               | 4 ottobre 1999    | LONEOS                               |
| 17180 Rupertli      | 1999 TS291               | 10 ottobre 1999   | LINEAR                               |
| 17181 -             | 1999 UM3                 | 19 ottobre 1999   | LINEAR                               |
| 17182 -             | 1999 VU                  | 1 novembre 1999   | LINEAR                               |
| 17183 -             | 1999 VO2                 | 5 novembre 1999   | CSS                                  |
| 17184 Carlrogers    | 1999 VL22                | 13 novembre 1999  | C. W. Juels                          |
| 17185 Mcdavid       | 1999 VU23                | 14 novembre 1999  | C. W. Juels                          |
| 17186 Sergivanov    | 1999 VP28                | 3 novembre 1999   | LINEAR                               |
| 17187 -             | 1999 VM72                | 14 novembre 1999  | Beijing Schmidt CCD Asteroid Program |
| 17188 -             | 1999 WC2                 | 17 novembre 1999  | LINEAR                               |
| 17189 -             | 1999 WU3                 | 28 novembre 1999  | T. Kobayashi                         |
| 17190 Retopezzoli   | 1999 WY8                 | 28 novembre 1999  | S. Sposetti                          |
| 17191 -             | 1999 XS107               | 4 dicembre 1999   | CSS                                  |
| 17192 Loharu        | 1999 XL172               | 10 dicembre 1999  | LINEAR                               |
| 17193 Alexeybaran   | 1999 XC205               | 12 dicembre 1999  | LINEAR                               |
| 17194 -             | 1999 XA221               | 14 dicembre 1999  | LINEAR                               |
| 17195 Jimrichardson | 1999 XQ234               | 3 dicembre 1999   | LONEOS                               |
| 17196 Mastrodemos   | 1999 XW234               | 3 dicembre 1999   | LONEOS                               |
| 17197 Matjazbone    | 2000 AC12                | 3 gennaio 2000    | LINEAR                               |
| 17198 Gorjup        | 2000 AA31                | 3 gennaio 2000    | LINEAR                               |
| 17199 Jasonliu      | 2000 AT40                | 3 gennaio 2000    | LINEAR                               |
| 17200 -             | 2000 AF47                | 4 gennaio 2000    | LINEAR                               |

## 17201-17300
| Nome                  | Designazione provvisoria | Data di scoperta  | Scopritore                                             |
| --------------------- | ------------------------ | ----------------- | ------------------------------------------------------ |
| 17201 Matjazhumar     | 2000 AJ58                | 4 gennaio 2000    | LINEAR                                                 |
| 17202 -               | 2000 AJ64                | 4 gennaio 2000    | LINEAR                                                 |
| 17203 -               | 2000 AM64                | 4 gennaio 2000    | LINEAR                                                 |
| 17204 -               | 2000 AR75                | 5 gennaio 2000    | LINEAR                                                 |
| 17205 McCreery        | 2000 AM105               | 5 gennaio 2000    | LINEAR                                                 |
| 17206 -               | 2000 AJ125               | 5 gennaio 2000    | LINEAR                                                 |
| 17207 -               | 2000 AW126               | 5 gennaio 2000    | LINEAR                                                 |
| 17208 Pokrovska       | 2000 AH130               | 5 gennaio 2000    | LINEAR                                                 |
| 17209 -               | 2000 AH148               | 5 gennaio 2000    | LINEAR                                                 |
| 17210 Nadinemeister   | 2000 AY172               | 7 gennaio 2000    | LINEAR                                                 |
| 17211 Brianfisher     | 2000 AY174               | 7 gennaio 2000    | LINEAR                                                 |
| 17212 -               | 2000 AV183               | 7 gennaio 2000    | LINEAR                                                 |
| 17213 -               | 2000 AF186               | 8 gennaio 2000    | LINEAR                                                 |
| 17214 Neervannan      | 2000 AR189               | 8 gennaio 2000    | LINEAR                                                 |
| 17215 Slivan          | 2000 AG238               | 6 gennaio 2000    | LONEOS                                                 |
| 17216 Scottstuart     | 2000 AK243               | 7 gennaio 2000    | LONEOS                                                 |
| 17217 Pollner         | 2000 AR243               | 7 gennaio 2000    | LINEAR                                                 |
| 17218 Stgeorge        | 2000 BV16                | 30 gennaio 2000   | LINEAR                                                 |
| 17219 Gianninoto      | 2000 CV                  | 1 febbraio 2000   | CSS                                                    |
| 17220 Johnpenna       | 2000 CX26                | 2 febbraio 2000   | LINEAR                                                 |
| 17221 -               | 2000 CZ28                | 2 febbraio 2000   | LINEAR                                                 |
| 17222 Perlmutter      | 2000 CU44                | 2 febbraio 2000   | LINEAR                                                 |
| 17223 -               | 2000 CX56                | 5 febbraio 2000   | LINEAR                                                 |
| 17224 Randoross       | 2000 CP58                | 5 febbraio 2000   | LINEAR                                                 |
| 17225 Alanschorn      | 2000 CS60                | 2 febbraio 2000   | LINEAR                                                 |
| 17226 Anaiahbre       | 2000 CC76                | 8 febbraio 2000   | LINEAR                                                 |
| 17227 -               | 2000 CW80                | 11 febbraio 2000  | F. B. Zoltowski                                        |
| 17228 Adrianeliz      | 2000 CJ94                | 8 febbraio 2000   | LINEAR                                                 |
| 17229 -               | 2000 CR97                | 13 febbraio 2000  | K. Korlević                                            |
| 17230 -               | 2000 CX116               | 3 febbraio 2000   | LINEAR                                                 |
| 17231 Rohanwagh       | 2000 CB122               | 3 febbraio 2000   | LINEAR                                                 |
| 17232 -               | 2000 DE3                 | 27 febbraio 2000  | T. Kobayashi                                           |
| 17233 Stanshapiro     | 2000 DU58                | 29 febbraio 2000  | LINEAR                                                 |
| 17234 -               | 2000 EL11                | 4 marzo 2000      | LINEAR                                                 |
| 17235 Ellawesson      | 2000 EC29                | 4 marzo 2000      | LINEAR                                                 |
| 17236 Westover        | 2000 EK45                | 9 marzo 2000      | LINEAR                                                 |
| 17237 -               | 2000 EC50                | 7 marzo 2000      | K. Korlević                                            |
| 17238 Brianwu         | 2000 EP56                | 8 marzo 2000      | LINEAR                                                 |
| 17239 -               | 2000 EH95                | 9 marzo 2000      | LINEAR                                                 |
| 17240 Gletorrence     | 2000 EK95                | 9 marzo 2000      | LINEAR                                                 |
| 17241 Wooden          | 2000 EM126               | 11 marzo 2000     | LONEOS                                                 |
| 17242 Leslieyoung     | 2000 EX130               | 11 marzo 2000     | LONEOS                                                 |
| 17243 -               | 2000 FX35                | 29 marzo 2000     | LINEAR                                                 |
| 17244 -               | 2000 FF50                | 28 marzo 2000     | Uppsala-DLR Asteroid Survey                            |
| 17245 Yixie           | 2000 GS42                | 5 aprile 2000     | LINEAR                                                 |
| 17246 Christophedumas | 2000 GL74                | 5 aprile 2000     | LINEAR                                                 |
| 17247 Vanverst        | 2000 GG105               | 7 aprile 2000     | LINEAR                                                 |
| 17248 Ellieyang       | 2000 GC107               | 7 aprile 2000     | LINEAR                                                 |
| 17249 Eliotyoung      | 2000 GM110               | 2 aprile 2000     | LONEOS                                                 |
| 17250 Genelucas       | 2000 GW122               | 11 aprile 2000    | C. W. Juels                                            |
| 17251 Vondracek       | 2000 GA127               | 7 aprile 2000     | LINEAR                                                 |
| 17252 -               | 2000 GJ127               | 7 aprile 2000     | LINEAR                                                 |
| 17253 VonSecker       | 2000 GW136               | 12 aprile 2000    | LINEAR                                                 |
| 17254 -               | 2000 GG137               | 12 aprile 2000    | LINEAR                                                 |
| 17255 -               | 2000 GS163               | 11 aprile 2000    | Spacewatch                                             |
| 17256 -               | 2000 HZ22                | 30 aprile 2000    | LINEAR                                                 |
| 17257 Strazzulla      | 2000 HM25                | 26 aprile 2000    | LONEOS                                                 |
| 17258 Whalen          | 2000 HK90                | 29 aprile 2000    | LINEAR                                                 |
| 17259 -               | 2000 JE1                 | 2 maggio 2000     | LINEAR                                                 |
| 17260 Kušnirák        | 2000 JQ58                | 6 maggio 2000     | LINEAR                                                 |
| 17261 -               | 2000 JB62                | 7 maggio 2000     | LINEAR                                                 |
| 17262 Winokur         | 2000 JS62                | 9 maggio 2000     | LINEAR                                                 |
| 17263 -               | 2000 JL65                | 5 maggio 2000     | LINEAR                                                 |
| 17264 -               | 2000 JM66                | 6 maggio 2000     | LINEAR                                                 |
| 17265 Debennett       | 2000 JP83                | 6 maggio 2000     | LINEAR                                                 |
| 17266 -               | 2000 KT6                 | 27 maggio 2000    | LINEAR                                                 |
| 17267 -               | 2000 KY48                | 28 maggio 2000    | Spacewatch                                             |
| 17268 Yasonik         | 2000 KZ50                | 29 maggio 2000    | LINEAR                                                 |
| 17269 Dicksmith       | 2000 LN1                 | 3 giugno 2000     | J. Broughton                                           |
| 17270 Nolthenius      | 2000 LB2                 | 4 giugno 2000     | J. Broughton                                           |
| 17271 -               | 2000 LL2                 | 4 giugno 2000     | LINEAR                                                 |
| 17272 -               | 2000 LU4                 | 5 giugno 2000     | LINEAR                                                 |
| 17273 Karnik          | 2000 LD13                | 5 giugno 2000     | LINEAR                                                 |
| 17274 -               | 2000 LC16                | 7 giugno 2000     | LINEAR                                                 |
| 17275 -               | 2000 LX19                | 8 giugno 2000     | LINEAR                                                 |
| 17276 -               | 2000 LU22                | 4 giugno 2000     | NEAT                                                   |
| 17277 Jarrydlevine    | 2000 LP25                | 7 giugno 2000     | LINEAR                                                 |
| 17278 Viggh           | 2000 LK27                | 6 giugno 2000     | LONEOS                                                 |
| 17279 Jeniferevans    | 2000 LX27                | 6 giugno 2000     | LONEOS                                                 |
| 17280 Shelly          | 2000 LK28                | 6 giugno 2000     | LONEOS                                                 |
| 17281 Mattblythe      | 2000 LV28                | 6 giugno 2000     | LONEOS                                                 |
| 17282 -               | 2000 LS34                | 3 giugno 2000     | Spacewatch                                             |
| 17283 Ustinov         | 2000 MB1                 | 24 giugno 2000    | J. Broughton                                           |
| 17284 -               | 2000 MJ5                 | 26 giugno 2000    | LINEAR                                                 |
| 17285 Bezout          | 2000 NU                  | 3 luglio 2000     | P. G. Comba                                            |
| 17286 Bisei           | 2000 NB6                 | 8 luglio 2000     | BATTeRS                                                |
| 17287 -               | 2000 NP10                | 7 luglio 2000     | LINEAR                                                 |
| 17288 -               | 2000 NZ10                | 10 luglio 2000    | P. R. Holvorcem                                        |
| 17289 -               | 2037 P-L                 | 24 settembre 1960 | C. J. van Houten, I. van Houten-Groeneveld, T. Gehrels |
| 17290 -               | 2060 P-L                 | 24 settembre 1960 | C. J. van Houten, I. van Houten-Groeneveld, T. Gehrels |
| 17291 -               | 2547 P-L                 | 24 settembre 1960 | C. J. van Houten, I. van Houten-Groeneveld, T. Gehrels |
| 17292 -               | 2656 P-L                 | 24 settembre 1960 | C. J. van Houten, I. van Houten-Groeneveld, T. Gehrels |
| 17293 -               | 2743 P-L                 | 24 settembre 1960 | C. J. van Houten, I. van Houten-Groeneveld, T. Gehrels |
| 17294 -               | 2787 P-L                 | 26 settembre 1960 | C. J. van Houten, I. van Houten-Groeneveld, T. Gehrels |
| 17295 -               | 2827 P-L                 | 24 settembre 1960 | C. J. van Houten, I. van Houten-Groeneveld, T. Gehrels |
| 17296 -               | 3541 P-L                 | 17 ottobre 1960   | C. J. van Houten, I. van Houten-Groeneveld, T. Gehrels |
| 17297 -               | 3560 P-L                 | 22 ottobre 1960   | C. J. van Houten, I. van Houten-Groeneveld, T. Gehrels |
| 17298 -               | 4031 P-L                 | 24 settembre 1960 | C. J. van Houten, I. van Houten-Groeneveld, T. Gehrels |
| 17299 -               | 4168 P-L                 | 24 settembre 1960 | C. J. van Houten, I. van Houten-Groeneveld, T. Gehrels |
| 17300 -               | 4321 P-L                 | 24 settembre 1960 | C. J. van Houten, I. van Houten-Groeneveld, T. Gehrels |

## 17301-17400
| Nome                   | Designazione provvisoria | Data di scoperta  | Scopritore                                             |
| ---------------------- | ------------------------ | ----------------- | ------------------------------------------------------ |
| 17301 -                | 4609 P-L                 | 24 settembre 1960 | C. J. van Houten, I. van Houten-Groeneveld, T. Gehrels |
| 17302 -                | 4610 P-L                 | 24 settembre 1960 | C. J. van Houten, I. van Houten-Groeneveld, T. Gehrels |
| 17303 -                | 4629 P-L                 | 24 settembre 1960 | C. J. van Houten, I. van Houten-Groeneveld, T. Gehrels |
| 17304 -                | 4637 P-L                 | 24 settembre 1960 | C. J. van Houten, I. van Houten-Groeneveld, T. Gehrels |
| 17305 Caniff           | 4652 P-L                 | 24 settembre 1960 | C. J. van Houten, I. van Houten-Groeneveld, T. Gehrels |
| 17306 -                | 4865 P-L                 | 24 settembre 1960 | C. J. van Houten, I. van Houten-Groeneveld, T. Gehrels |
| 17307 -                | 4895 P-L                 | 24 settembre 1960 | C. J. van Houten, I. van Houten-Groeneveld, T. Gehrels |
| 17308 -                | 6079 P-L                 | 24 settembre 1960 | C. J. van Houten, I. van Houten-Groeneveld, T. Gehrels |
| 17309 -                | 6528 P-L                 | 24 settembre 1960 | C. J. van Houten, I. van Houten-Groeneveld, T. Gehrels |
| 17310 -                | 6574 P-L                 | 24 settembre 1960 | C. J. van Houten, I. van Houten-Groeneveld, T. Gehrels |
| 17311 -                | 6584 P-L                 | 24 settembre 1960 | C. J. van Houten, I. van Houten-Groeneveld, T. Gehrels |
| 17312 -                | 7622 P-L                 | 22 ottobre 1960   | C. J. van Houten, I. van Houten-Groeneveld, T. Gehrels |
| 17313 -                | 9542 P-L                 | 17 ottobre 1960   | C. J. van Houten, I. van Houten-Groeneveld, T. Gehrels |
| 17314 Aisakos          | 1024 T-1                 | 25 marzo 1971     | C. J. van Houten, I. van Houten-Groeneveld, T. Gehrels |
| 17315 -                | 1089 T-1                 | 25 marzo 1971     | C. J. van Houten, I. van Houten-Groeneveld, T. Gehrels |
| 17316 -                | 1198 T-1                 | 25 marzo 1971     | C. J. van Houten, I. van Houten-Groeneveld, T. Gehrels |
| 17317 -                | 1208 T-1                 | 25 marzo 1971     | C. J. van Houten, I. van Houten-Groeneveld, T. Gehrels |
| 17318 -                | 2091 T-1                 | 25 marzo 1971     | C. J. van Houten, I. van Houten-Groeneveld, T. Gehrels |
| 17319 -                | 3078 T-1                 | 26 marzo 1971     | C. J. van Houten, I. van Houten-Groeneveld, T. Gehrels |
| 17320 -                | 3182 T-1                 | 26 marzo 1971     | C. J. van Houten, I. van Houten-Groeneveld, T. Gehrels |
| 17321 -                | 3188 T-1                 | 26 marzo 1971     | C. J. van Houten, I. van Houten-Groeneveld, T. Gehrels |
| 17322 -                | 3274 T-1                 | 26 marzo 1971     | C. J. van Houten, I. van Houten-Groeneveld, T. Gehrels |
| 17323 -                | 3284 T-1                 | 26 marzo 1971     | C. J. van Houten, I. van Houten-Groeneveld, T. Gehrels |
| 17324 -                | 3292 T-1                 | 26 marzo 1971     | C. J. van Houten, I. van Houten-Groeneveld, T. Gehrels |
| 17325 -                | 3300 T-1                 | 26 marzo 1971     | C. J. van Houten, I. van Houten-Groeneveld, T. Gehrels |
| 17326 -                | 4023 T-1                 | 26 marzo 1971     | C. J. van Houten, I. van Houten-Groeneveld, T. Gehrels |
| 17327 -                | 4155 T-1                 | 26 marzo 1971     | C. J. van Houten, I. van Houten-Groeneveld, T. Gehrels |
| 17328 -                | 1176 T-2                 | 29 settembre 1973 | C. J. van Houten, I. van Houten-Groeneveld, T. Gehrels |
| 17329 -                | 1277 T-2                 | 29 settembre 1973 | C. J. van Houten, I. van Houten-Groeneveld, T. Gehrels |
| 17330 -                | 1358 T-2                 | 29 settembre 1973 | C. J. van Houten, I. van Houten-Groeneveld, T. Gehrels |
| 17331 -                | 2056 T-2                 | 29 settembre 1973 | C. J. van Houten, I. van Houten-Groeneveld, T. Gehrels |
| 17332 -                | 2120 T-2                 | 29 settembre 1973 | C. J. van Houten, I. van Houten-Groeneveld, T. Gehrels |
| 17333 -                | 2174 T-2                 | 29 settembre 1973 | C. J. van Houten, I. van Houten-Groeneveld, T. Gehrels |
| 17334 -                | 2275 T-2                 | 29 settembre 1973 | C. J. van Houten, I. van Houten-Groeneveld, T. Gehrels |
| 17335 -                | 2281 T-2                 | 29 settembre 1973 | C. J. van Houten, I. van Houten-Groeneveld, T. Gehrels |
| 17336 -                | 3193 T-2                 | 30 settembre 1973 | C. J. van Houten, I. van Houten-Groeneveld, T. Gehrels |
| 17337 -                | 3198 T-2                 | 30 settembre 1973 | C. J. van Houten, I. van Houten-Groeneveld, T. Gehrels |
| 17338 -                | 3212 T-2                 | 30 settembre 1973 | C. J. van Houten, I. van Houten-Groeneveld, T. Gehrels |
| 17339 -                | 4060 T-2                 | 29 settembre 1973 | C. J. van Houten, I. van Houten-Groeneveld, T. Gehrels |
| 17340 -                | 4096 T-2                 | 29 settembre 1973 | C. J. van Houten, I. van Houten-Groeneveld, T. Gehrels |
| 17341 -                | 4120 T-2                 | 29 settembre 1973 | C. J. van Houten, I. van Houten-Groeneveld, T. Gehrels |
| 17342 -                | 5185 T-2                 | 25 settembre 1973 | C. J. van Houten, I. van Houten-Groeneveld, T. Gehrels |
| 17343 -                | 1111 T-3                 | 17 ottobre 1977   | C. J. van Houten, I. van Houten-Groeneveld, T. Gehrels |
| 17344 -                | 1120 T-3                 | 17 ottobre 1977   | C. J. van Houten, I. van Houten-Groeneveld, T. Gehrels |
| 17345 -                | 2216 T-3                 | 16 ottobre 1977   | C. J. van Houten, I. van Houten-Groeneveld, T. Gehrels |
| 17346 -                | 2395 T-3                 | 16 ottobre 1977   | C. J. van Houten, I. van Houten-Groeneveld, T. Gehrels |
| 17347 -                | 3449 T-3                 | 16 ottobre 1977   | C. J. van Houten, I. van Houten-Groeneveld, T. Gehrels |
| 17348 -                | 4166 T-3                 | 16 ottobre 1977   | C. J. van Houten, I. van Houten-Groeneveld, T. Gehrels |
| 17349 -                | 4353 T-3                 | 16 ottobre 1977   | C. J. van Houten, I. van Houten-Groeneveld, T. Gehrels |
| 17350 -                | 1968 OJ                  | 18 luglio 1968    | C. Torres, S. Cofre                                    |
| 17351 Pheidippos       | 1973 SV                  | 19 settembre 1973 | C. J. van Houten, I. van Houten-Groeneveld, T. Gehrels |
| 17352 -                | 1975 SG1                 | 30 settembre 1975 | S. J. Bus                                              |
| 17353 -                | 1975 TE                  | 10 ottobre 1975   | H. L. Giclas                                           |
| 17354 Matrosov         | 1977 EU1                 | 13 marzo 1977     | N. S. Chernykh                                         |
| 17355 -                | 1978 NK                  | 10 luglio 1978    | E. F. Helin, E. M. Shoemaker                           |
| 17356 Vityazev         | 1978 PG4                 | 9 agosto 1978     | N. S. Chernykh                                         |
| 17357 Lucataliano      | 1978 QH3                 | 23 agosto 1978    | G. DeSanctis, V. Zappalà                               |
| 17358 Lozino-Lozinskij | 1978 SU4                 | 27 settembre 1978 | L. I. Chernykh                                         |
| 17359 -                | 1978 UP4                 | 27 ottobre 1978   | C. M. Olmstead                                         |
| 17360 -                | 1978 UX5                 | 27 ottobre 1978   | C. M. Olmstead                                         |
| 17361 -                | 1978 UF7                 | 27 ottobre 1978   | C. M. Olmstead                                         |
| 17362 -                | 1978 UT7                 | 27 ottobre 1978   | C. M. Olmstead                                         |
| 17363 -                | 1978 VF3                 | 7 novembre 1978   | E. F. Helin, S. J. Bus                                 |
| 17364 -                | 1978 VR10                | 7 novembre 1978   | E. F. Helin, S. J. Bus                                 |
| 17365 Thymbraeus       | 1978 VF11                | 7 novembre 1978   | E. F. Helin, S. J. Bus                                 |
| 17366 -                | 1979 OV4                 | 24 luglio 1979    | S. J. Bus                                              |
| 17367 -                | 1979 OU11                | 26 luglio 1979    | S. J. Bus                                              |
| 17368 Korn             | 1979 QV1                 | 22 agosto 1979    | C.-I. Lagerkvist                                       |
| 17369 Eremeeva         | 1979 QR2                 | 22 agosto 1979    | C.-I. Lagerkvist                                       |
| 17370 -                | 1980 CJ                  | 13 febbraio 1980  | Harvard Observatory                                    |
| 17371 -                | 1981 DT                  | 28 febbraio 1981  | S. J. Bus                                              |
| 17372 -                | 1981 DV                  | 28 febbraio 1981  | S. J. Bus                                              |
| 17373 -                | 1981 EQ3                 | 2 marzo 1981      | S. J. Bus                                              |
| 17374 -                | 1981 EF4                 | 2 marzo 1981      | S. J. Bus                                              |
| 17375 -                | 1981 EJ4                 | 2 marzo 1981      | S. J. Bus                                              |
| 17376 -                | 1981 EQ4                 | 2 marzo 1981      | S. J. Bus                                              |
| 17377 -                | 1981 EF5                 | 2 marzo 1981      | S. J. Bus                                              |
| 17378 -                | 1981 EM5                 | 2 marzo 1981      | S. J. Bus                                              |
| 17379 -                | 1981 ED8                 | 1 marzo 1981      | S. J. Bus                                              |
| 17380 -                | 1981 EB10                | 1 marzo 1981      | S. J. Bus                                              |
| 17381 -                | 1981 EC11                | 1 marzo 1981      | S. J. Bus                                              |
| 17382 -                | 1981 EH11                | 1 marzo 1981      | S. J. Bus                                              |
| 17383 -                | 1981 EE12                | 1 marzo 1981      | S. J. Bus                                              |
| 17384 -                | 1981 EM12                | 1 marzo 1981      | S. J. Bus                                              |
| 17385 -                | 1981 EU13                | 1 marzo 1981      | S. J. Bus                                              |
| 17386 -                | 1981 EA23                | 2 marzo 1981      | S. J. Bus                                              |
| 17387 -                | 1981 EV23                | 3 marzo 1981      | S. J. Bus                                              |
| 17388 -                | 1981 EZ24                | 2 marzo 1981      | S. J. Bus                                              |
| 17389 -                | 1981 EN30                | 2 marzo 1981      | S. J. Bus                                              |
| 17390 -                | 1981 EZ37                | 1 marzo 1981      | S. J. Bus                                              |
| 17391 -                | 1981 EK39                | 2 marzo 1981      | S. J. Bus                                              |
| 17392 -                | 1981 EY40                | 2 marzo 1981      | S. J. Bus                                              |
| 17393 -                | 1981 EA41                | 2 marzo 1981      | S. J. Bus                                              |
| 17394 -                | 1981 ER42                | 2 marzo 1981      | S. J. Bus                                              |
| 17395 -                | 1981 EA44                | 6 marzo 1981      | S. J. Bus                                              |
| 17396 -                | 1981 EK45                | 1 marzo 1981      | S. J. Bus                                              |
| 17397 -                | 1981 EF48                | 6 marzo 1981      | S. J. Bus                                              |
| 17398 -                | 1982 UR2                 | 20 ottobre 1982   | G. Aldering                                            |
| 17399 Andysanto        | 1983 RL                  | 6 settembre 1983  | C. S. Shoemaker, E. M. Shoemaker                       |
| 17400 -                | 1985 PL1                 | 13 agosto 1985    | Oak Ridge Observatory                                  |

## 17401-17500
| Nome                 | Designazione provvisoria | Data di scoperta  | Scopritore                       |
| -------------------- | ------------------------ | ----------------- | -------------------------------- |
| 17401 -              | 1985 RP3                 | 7 settembre 1985  | H. Debehogne                     |
| 17402 Valeryshuvalov | 1985 UF                  | 20 ottobre 1985   | E. Bowell                        |
| 17403 Masciarelli    | 1986 EL5                 | 6 marzo 1986      | G. DeSanctis                     |
| 17404 -              | 1986 TZ3                 | 4 ottobre 1986    | A. Mrkos                         |
| 17405 -              | 1986 VQ2                 | 4 novembre 1986   | CERGA                            |
| 17406 -              | 1987 DO                  | 25 febbraio 1987  | T. Niijima, T. Urata             |
| 17407 Teige          | 1987 TG                  | 14 ottobre 1987   | A. Mrkos                         |
| 17408 McAdams        | 1987 UZ1                 | 19 ottobre 1987   | C. S. Shoemaker, E. M. Shoemaker |
| 17409 -              | 1988 BA4                 | 19 gennaio 1988   | H. Debehogne                     |
| 17410 Zitarrosa      | 1988 CQ4                 | 13 febbraio 1988  | E. W. Elst                       |
| 17411 -              | 1988 DF3                 | 22 febbraio 1988  | R. H. McNaught                   |
| 17412 Kroll          | 1988 KV                  | 24 maggio 1988    | W. Landgraf                      |
| 17413 -              | 1988 RT4                 | 1 settembre 1988  | H. Debehogne                     |
| 17414 -              | 1988 RN10                | 14 settembre 1988 | S. J. Bus                        |
| 17415 -              | 1988 RO10                | 14 settembre 1988 | S. J. Bus                        |
| 17416 -              | 1988 RR10                | 14 settembre 1988 | S. J. Bus                        |
| 17417 -              | 1988 RY10                | 14 settembre 1988 | S. J. Bus                        |
| 17418 -              | 1988 RT12                | 14 settembre 1988 | S. J. Bus                        |
| 17419 -              | 1988 RH13                | 14 settembre 1988 | S. J. Bus                        |
| 17420 -              | 1988 RL13                | 14 settembre 1988 | S. J. Bus                        |
| 17421 -              | 1988 SW1                 | 16 settembre 1988 | S. J. Bus                        |
| 17422 -              | 1988 SE2                 | 16 settembre 1988 | S. J. Bus                        |
| 17423 -              | 1988 SK2                 | 16 settembre 1988 | S. J. Bus                        |
| 17424 -              | 1988 SP2                 | 16 settembre 1988 | S. J. Bus                        |
| 17425 -              | 1989 AM3                 | 4 gennaio 1989    | R. H. McNaught                   |
| 17426 -              | 1989 CS1                 | 5 febbraio 1989   | Y. Oshima                        |
| 17427 Poe            | 1989 CQ2                 | 4 febbraio 1989   | E. W. Elst                       |
| 17428 Charleroi      | 1989 DL                  | 28 febbraio 1989  | H. Debehogne                     |
| 17429 Ianhowarth     | 1989 GD1                 | 3 aprile 1989     | E. W. Elst                       |
| 17430 -              | 1989 KF                  | 31 maggio 1989    | H. E. Holt                       |
| 17431 Sainte-Colombe | 1989 RT                  | 3 settembre 1989  | E. W. Elst                       |
| 17432 -              | 1989 SR                  | 29 settembre 1989 | S. Ueda, H. Kaneda               |
| 17433 -              | 1989 SV2                 | 26 settembre 1989 | E. W. Elst                       |
| 17434 -              | 1989 SN3                 | 26 settembre 1989 | E. W. Elst                       |
| 17435 di Giovanni    | 1989 SP3                 | 26 settembre 1989 | E. W. Elst                       |
| 17436 -              | 1989 SV3                 | 26 settembre 1989 | E. W. Elst                       |
| 17437 Stekene        | 1989 SC4                 | 26 settembre 1989 | E. W. Elst                       |
| 17438 Quasimodo      | 1989 SQ4                 | 26 settembre 1989 | E. W. Elst                       |
| 17439 Juliesan       | 1989 TR3                 | 7 ottobre 1989    | E. W. Elst                       |
| 17440 -              | 1989 TP14                | 2 ottobre 1989    | H. Debehogne                     |
| 17441 -              | 1989 UE                  | 20 ottobre 1989   | Y. Mizuno, T. Furuta             |
| 17442 -              | 1989 UO5                 | 30 ottobre 1989   | S. J. Bus                        |
| 17443 -              | 1989 UU5                 | 30 ottobre 1989   | S. J. Bus                        |
| 17444 -              | 1989 VQ1                 | 3 novembre 1989   | E. W. Elst                       |
| 17445 Avatcha        | 1989 YC5                 | 28 dicembre 1989  | E. W. Elst                       |
| 17446 Mopaku         | 1990 BC2                 | 23 gennaio 1990   | R. Rajamohan                     |
| 17447 Heindl         | 1990 HE                  | 25 aprile 1990    | E. F. Helin                      |
| 17448 -              | 1990 HU1                 | 27 aprile 1990    | R. H. McNaught                   |
| 17449 -              | 1990 OD5                 | 27 luglio 1990    | H. E. Holt                       |
| 17450 -              | 1990 QO4                 | 23 agosto 1990    | H. E. Holt                       |
| 17451 -              | 1990 QF8                 | 16 agosto 1990    | E. W. Elst                       |
| 17452 Amurreka       | 1990 QE10                | 16 agosto 1990    | E. W. Elst                       |
| 17453 -              | 1990 RQ9                 | 14 settembre 1990 | H. E. Holt                       |
| 17454 -              | 1990 SA7                 | 22 settembre 1990 | E. W. Elst                       |
| 17455 -              | 1990 SH7                 | 22 settembre 1990 | E. W. Elst                       |
| 17456 -              | 1990 SS7                 | 22 settembre 1990 | E. W. Elst                       |
| 17457 -              | 1990 SC11                | 16 settembre 1990 | H. E. Holt                       |
| 17458 Dick           | 1990 TP7                 | 13 ottobre 1990   | L. D. Schmadel, F. Börngen       |
| 17459 Andreashofer   | 1990 TJ8                 | 13 ottobre 1990   | F. Börngen, L. D. Schmadel       |
| 17460 Mang           | 1990 TC11                | 10 ottobre 1990   | L. D. Schmadel, F. Börngen       |
| 17461 Shigosenger    | 1990 UD1                 | 20 ottobre 1990   | T. Seki                          |
| 17462 Takahisa       | 1990 UP1                 | 22 ottobre 1990   | K. Endate, K. Watanabe           |
| 17463 -              | 1990 UO5                 | 16 ottobre 1990   | E. W. Elst                       |
| 17464 -              | 1990 VX1                 | 11 novembre 1990  | H. Shiozawa, M. Kizawa           |
| 17465 Inawashiroko   | 1990 VU3                 | 11 novembre 1990  | T. Seki                          |
| 17466 Vargasllosa    | 1990 VL4                 | 15 novembre 1990  | E. W. Elst                       |
| 17467 -              | 1990 VE6                 | 15 novembre 1990  | E. W. Elst                       |
| 17468 -              | 1990 WT6                 | 21 novembre 1990  | E. W. Elst                       |
| 17469 -              | 1991 BT                  | 19 gennaio 1991   | A. Sugie                         |
| 17470 Mitsuhashi     | 1991 BX                  | 19 gennaio 1991   | K. Endate, K. Watanabe           |
| 17471 -              | 1991 EO2                 | 11 marzo 1991     | H. Debehogne                     |
| 17472 Dinah          | 1991 FY                  | 17 marzo 1991     | T. Niijima, T. Urata             |
| 17473 Freddiemercury | 1991 FM3                 | 21 marzo 1991     | H. Debehogne                     |
| 17474 -              | 1991 GK5                 | 8 aprile 1991     | E. W. Elst                       |
| 17475 -              | 1991 GA7                 | 8 aprile 1991     | E. W. Elst                       |
| 17476 -              | 1991 GG7                 | 8 aprile 1991     | E. W. Elst                       |
| 17477 -              | 1991 GN9                 | 10 aprile 1991    | E. W. Elst                       |
| 17478 -              | 1991 LQ                  | 13 giugno 1991    | E. F. Helin                      |
| 17479 -              | 1991 PV9                 | 13 agosto 1991    | E. F. Helin                      |
| 17480 -              | 1991 PE10                | 7 agosto 1991     | H. E. Holt                       |
| 17481 -              | 1991 PE11                | 7 agosto 1991     | H. E. Holt                       |
| 17482 -              | 1991 PY14                | 6 agosto 1991     | H. E. Holt                       |
| 17483 -              | 1991 RA                  | 2 settembre 1991  | K. S. Russell                    |
| 17484 Ganghofer      | 1991 RY4                 | 13 settembre 1991 | F. Börngen, L. D. Schmadel       |
| 17485 -              | 1991 RP9                 | 5 settembre 1991  | R. H. McNaught                   |
| 17486 Hodler         | 1991 RB41                | 10 settembre 1991 | F. Börngen                       |
| 17487 -              | 1991 SY                  | 30 settembre 1991 | R. H. McNaught                   |
| 17488 Mantl          | 1991 TQ6                 | 2 ottobre 1991    | L. D. Schmadel, F. Börngen       |
| 17489 Trenker        | 1991 TS6                 | 2 ottobre 1991    | F. Börngen, L. D. Schmadel       |
| 17490 -              | 1991 UC3                 | 31 ottobre 1991   | S. Ueda, H. Kaneda               |
| 17491 -              | 1991 UM3                 | 31 ottobre 1991   | S. Ueda, H. Kaneda               |
| 17492 Hippasos       | 1991 XG1                 | 10 dicembre 1991  | F. Börngen                       |
| 17493 Wildcat        | 1991 YA                  | 31 dicembre 1991  | C. S. Shoemaker, D. H. Levy      |
| 17494 Antaviana      | 1992 AM3                 | 11 gennaio 1992   | O. A. Naranjo                    |
| 17495 -              | 1992 DY                  | 27 febbraio 1992  | N. Kawasato                      |
| 17496 Augustinus     | 1992 DM2                 | 29 febbraio 1992  | F. Börngen                       |
| 17497 -              | 1992 DO6                 | 29 febbraio 1992  | UESAC                            |
| 17498 -              | 1992 EP4                 | 1 marzo 1992      | UESAC                            |
| 17499 -              | 1992 EJ5                 | 1 marzo 1992      | UESAC                            |
| 17500 -              | 1992 EQ10                | 6 marzo 1992      | UESAC                            |

## 17501-17600
| Nome                 | Designazione provvisoria | Data di scoperta  | Scopritore                |
| -------------------- | ------------------------ | ----------------- | ------------------------- |
| 17501 Tetsuro        | 1992 FG                  | 23 marzo 1992     | K. Endate, K. Watanabe    |
| 17502 Manabeseiji    | 1992 FD1                 | 23 marzo 1992     | K. Endate, K. Watanabe    |
| 17503 Celestechild   | 1992 FK1                 | 26 marzo 1992     | R. H. McNaught            |
| 17504 -              | 1992 GB2                 | 4 aprile 1992     | E. W. Elst                |
| 17505 -              | 1992 GO2                 | 4 aprile 1992     | E. W. Elst                |
| 17506 Walschap       | 1992 GW4                 | 4 aprile 1992     | E. W. Elst                |
| 17507 -              | 1992 HH5                 | 24 aprile 1992    | H. Debehogne              |
| 17508 Takumadan      | 1992 JH                  | 3 maggio 1992     | T. Seki                   |
| 17509 Ikumadan       | 1992 JR                  | 4 maggio 1992     | T. Seki                   |
| 17510 -              | 1992 PD6                 | 1 agosto 1992     | H. Debehogne, Á. López G. |
| 17511 -              | 1992 QN                  | 29 agosto 1992    | E. F. Helin, J. Alu       |
| 17512 -              | 1992 RN                  | 4 settembre 1992  | S. Otomo                  |
| 17513 -              | 1992 UM                  | 19 ottobre 1992   | S. Ueda, H. Kaneda        |
| 17514 -              | 1992 UA1                 | 19 ottobre 1992   | S. Ueda, H. Kaneda        |
| 17515 -              | 1992 UT1                 | 21 ottobre 1992   | A. Sugie                  |
| 17516 Kogayukihito   | 1992 UZ6                 | 28 ottobre 1992   | M. Yanai, K. Watanabe     |
| 17517 -              | 1992 WZ3                 | 21 novembre 1992  | S. Ueda, H. Kaneda        |
| 17518 Redqueen       | 1992 YD                  | 18 dicembre 1992  | A. Natori, T. Urata       |
| 17519 Pritsak        | 1992 YE2                 | 18 dicembre 1992  | E. W. Elst                |
| 17520 Hisayukiyoshio | 1993 BX2                 | 23 gennaio 1993   | K. Endate, K. Watanabe    |
| 17521 Kiek           | 1993 BR4                 | 27 gennaio 1993   | E. W. Elst                |
| 17522 -              | 1993 BL7                 | 23 gennaio 1993   | E. W. Elst                |
| 17523 -              | 1993 FX2                 | 23 marzo 1993     | Spacewatch                |
| 17524 -              | 1993 FS4                 | 17 marzo 1993     | UESAC                     |
| 17525 -              | 1993 FH5                 | 17 marzo 1993     | UESAC                     |
| 17526 -              | 1993 FV5                 | 17 marzo 1993     | UESAC                     |
| 17527 -              | 1993 FC14                | 17 marzo 1993     | UESAC                     |
| 17528 -              | 1993 FX14                | 17 marzo 1993     | UESAC                     |
| 17529 -              | 1993 FJ23                | 21 marzo 1993     | UESAC                     |
| 17530 -              | 1993 FZ23                | 21 marzo 1993     | UESAC                     |
| 17531 -              | 1993 FU25                | 21 marzo 1993     | UESAC                     |
| 17532 -              | 1993 FD34                | 19 marzo 1993     | UESAC                     |
| 17533 -              | 1993 FR36                | 19 marzo 1993     | UESAC                     |
| 17534 -              | 1993 FB40                | 19 marzo 1993     | UESAC                     |
| 17535 -              | 1993 FF40                | 19 marzo 1993     | UESAC                     |
| 17536 -              | 1993 FM40                | 19 marzo 1993     | UESAC                     |
| 17537 -              | 1993 FN40                | 19 marzo 1993     | UESAC                     |
| 17538 -              | 1993 FZ44                | 19 marzo 1993     | UESAC                     |
| 17539 -              | 1993 FR46                | 19 marzo 1993     | UESAC                     |
| 17540 -              | 1993 FX81                | 18 marzo 1993     | UESAC                     |
| 17541 -              | 1993 OL5                 | 20 luglio 1993    | E. W. Elst                |
| 17542 -              | 1993 OW6                 | 20 luglio 1993    | E. W. Elst                |
| 17543 Sosva          | 1993 PA3                 | 14 agosto 1993    | E. W. Elst                |
| 17544 Kojiroishikawa | 1993 RF2                 | 15 settembre 1993 | K. Endate, K. Watanabe    |
| 17545 -              | 1993 RZ3                 | 15 settembre 1993 | E. W. Elst                |
| 17546 Osadakentaro   | 1993 SB2                 | 19 settembre 1993 | K. Endate, K. Watanabe    |
| 17547 Nestebovelli   | 1993 SN2                 | 21 settembre 1993 | A. Vagnozzi               |
| 17548 -              | 1993 SX6                 | 17 settembre 1993 | E. W. Elst                |
| 17549 -              | 1993 TW12                | 13 ottobre 1993   | H. E. Holt                |
| 17550 -              | 1993 TO18                | 9 ottobre 1993    | E. W. Elst                |
| 17551 -              | 1993 TZ31                | 9 ottobre 1993    | E. W. Elst                |
| 17552 -              | 1993 TZ36                | 9 ottobre 1993    | E. W. Elst                |
| 17553 -              | 1993 UQ5                 | 20 ottobre 1993   | E. W. Elst                |
| 17554 -              | 1993 VY                  | 9 novembre 1993   | E. F. Helin               |
| 17555 Kenkennedy     | 1993 VC5                 | 4 novembre 1993   | R. H. McNaught            |
| 17556 Pierofrancesca | 1993 WB                  | 16 novembre 1993  | V. S. Casulli             |
| 17557 -              | 1994 AX                  | 4 gennaio 1994    | T. Kobayashi              |
| 17558 -              | 1994 AA1                 | 4 gennaio 1994    | Y. Kushida, O. Muramatsu  |
| 17559 -              | 1994 AR1                 | 8 gennaio 1994    | A. Sugie                  |
| 17560 -              | 1994 AD3                 | 14 gennaio 1994   | C. Gualdoni, A. Testa     |
| 17561 -              | 1994 AE11                | 8 gennaio 1994    | Spacewatch                |
| 17562 -              | 1994 BG4                 | 16 gennaio 1994   | E. W. Elst, C. Pollas     |
| 17563 Tsuneyoshi     | 1994 CC1                 | 5 febbraio 1994   | Y. Kushida, O. Muramatsu  |
| 17564 -              | 1994 CQ1                 | 7 febbraio 1994   | T. Kobayashi              |
| 17565 -              | 1994 CG2                 | 12 febbraio 1994  | T. Kobayashi              |
| 17566 -              | 1994 CE11                | 7 febbraio 1994   | E. W. Elst                |
| 17567 Hoshinoyakata  | 1994 GP                  | 5 aprile 1994     | K. Endate, K. Watanabe    |
| 17568 -              | 1994 GT8                 | 11 aprile 1994    | E. F. Helin               |
| 17569 -              | 1994 LB8                 | 8 giugno 1994     | H. Debehogne, E. W. Elst  |
| 17570 -              | 1994 NQ                  | 6 luglio 1994     | E. F. Helin               |
| 17571 -              | 1994 PV                  | 14 agosto 1994    | T. Kobayashi              |
| 17572 -              | 1994 PX11                | 10 agosto 1994    | E. W. Elst                |
| 17573 -              | 1994 PJ13                | 10 agosto 1994    | E. W. Elst                |
| 17574 -              | 1994 PT13                | 10 agosto 1994    | E. W. Elst                |
| 17575 -              | 1994 PQ14                | 10 agosto 1994    | E. W. Elst                |
| 17576 -              | 1994 PL25                | 12 agosto 1994    | E. W. Elst                |
| 17577 -              | 1994 PD38                | 10 agosto 1994    | E. W. Elst                |
| 17578 -              | 1994 QQ                  | 16 agosto 1994    | T. Kobayashi              |
| 17579 Lewkopelew     | 1994 TQ16                | 5 ottobre 1994    | F. Börngen                |
| 17580 -              | 1994 VV                  | 3 novembre 1994   | T. Kobayashi              |
| 17581 -              | 1994 VE1                 | 4 novembre 1994   | T. Kobayashi              |
| 17582 -              | 1994 WL                  | 25 novembre 1994  | T. Kobayashi              |
| 17583 -              | 1994 WV2                 | 30 novembre 1994  | T. Kobayashi              |
| 17584 -              | 1994 XF1                 | 6 dicembre 1994   | T. Kobayashi              |
| 17585 -              | 1994 YC4                 | 31 dicembre 1994  | Spacewatch                |
| 17586 -              | 1995 AT2                 | 10 gennaio 1995   | T. Kobayashi              |
| 17587 -              | 1995 BD                  | 20 gennaio 1995   | T. Kobayashi              |
| 17588 -              | 1995 BH2                 | 30 gennaio 1995   | T. Kobayashi              |
| 17589 -              | 1995 BR10                | 29 gennaio 1995   | Spacewatch                |
| 17590 -              | 1995 CG                  | 1 febbraio 1995   | T. Kobayashi              |
| 17591 -              | 1995 DG                  | 20 febbraio 1995  | T. Kobayashi              |
| 17592 -              | 1995 DR                  | 22 febbraio 1995  | T. Kobayashi              |
| 17593 -              | 1995 DV                  | 20 febbraio 1995  | T. Kobayashi              |
| 17594 -              | 1995 DX5                 | 23 febbraio 1995  | Spacewatch                |
| 17595 -              | 1995 EO                  | 1 marzo 1995      | Kleť                      |
| 17596 -              | 1995 EP1                 | 11 marzo 1995     | T. Kobayashi              |
| 17597 Stefanzweig    | 1995 EK8                 | 4 marzo 1995      | F. Börngen                |
| 17598 -              | 1995 KE2                 | 23 maggio 1995    | S. Otomo                  |
| 17599 -              | 1995 ON4                 | 22 luglio 1995    | Spacewatch                |
| 17600 Dobřichovice   | 1995 SO                  | 18 settembre 1995 | L. Šarounová              |

## 17601-17700
| Nome                 | Designazione provvisoria | Data di scoperta  | Scopritore                           |
| -------------------- | ------------------------ | ----------------- | ------------------------------------ |
| 17601 Sheldonschafer | 1995 SS                  | 19 settembre 1995 | T. B. Spahr                          |
| 17602 Dr. G.         | 1995 SO1                 | 19 settembre 1995 | T. B. Spahr                          |
| 17603 Qoyllurwasi    | 1995 SG5                 | 20 settembre 1995 | K. Endate, K. Watanabe               |
| 17604 -              | 1995 SO26                | 19 settembre 1995 | Spacewatch                           |
| 17605 -              | 1995 SR26                | 19 settembre 1995 | Spacewatch                           |
| 17606 Wumengchao     | 1995 ST53                | 28 settembre 1995 | Beijing Schmidt CCD Asteroid Program |
| 17607 Táborsko       | 1995 TC                  | 2 ottobre 1995    | M. Tichý, Z. Moravec                 |
| 17608 Terezín        | 1995 TN                  | 12 ottobre 1995   | M. Tichý                             |
| 17609 -              | 1995 UR                  | 18 ottobre 1995   | T. B. Spahr                          |
| 17610 Riggsbee       | 1995 UJ1                 | 23 ottobre 1995   | D. di Cicco                          |
| 17611 Jožkakubík     | 1995 UP2                 | 24 ottobre 1995   | Kleť                                 |
| 17612 Whiteknight    | 1995 UW6                 | 20 ottobre 1995   | N. Sato, T. Urata                    |
| 17613 -              | 1995 UP7                 | 27 ottobre 1995   | S. Ueda, H. Kaneda                   |
| 17614 -              | 1995 UT7                 | 27 ottobre 1995   | P. Sicoli, P. Chiavenna              |
| 17615 Takeomasaru    | 1995 UZ8                 | 30 ottobre 1995   | K. Endate, K. Watanabe               |
| 17616 -              | 1995 UE15                | 17 ottobre 1995   | Spacewatch                           |
| 17617 Takimotoikuo   | 1995 UD45                | 28 ottobre 1995   | K. Endate, K. Watanabe               |
| 17618 -              | 1995 VO                  | 4 novembre 1995   | T. Kobayashi                         |
| 17619 -              | 1995 VT                  | 1 novembre 1995   | S. Otomo                             |
| 17620 -              | 1995 WY                  | 18 novembre 1995  | T. Kobayashi                         |
| 17621 -              | 1995 WD1                 | 16 novembre 1995  | S. Ueda, H. Kaneda                   |
| 17622 -              | 1995 WW2                 | 20 novembre 1995  | T. Kobayashi                         |
| 17623 -              | 1995 WO42                | 30 novembre 1995  | Beijing Schmidt CCD Asteroid Program |
| 17624 -              | 1996 AT                  | 10 gennaio 1996   | T. Kobayashi                         |
| 17625 Joseflada      | 1996 AY1                 | 14 gennaio 1996   | P. Pravec, L. Šarounová              |
| 17626 -              | 1996 AG2                 | 12 gennaio 1996   | S. Ueda, H. Kaneda                   |
| 17627 Humptydumpty   | 1996 BM3                 | 27 gennaio 1996   | T. Urata                             |
| 17628 -              | 1996 FB5                 | 21 marzo 1996     | LINEAR                               |
| 17629 Koichisuzuki   | 1996 HN1                 | 21 aprile 1996    | T. Okuni                             |
| 17630 -              | 1996 HM21                | 18 aprile 1996    | E. W. Elst                           |
| 17631 -              | 1996 HV21                | 21 aprile 1996    | NEAT                                 |
| 17632 -              | 1996 HW21                | 21 aprile 1996    | NEAT                                 |
| 17633 -              | 1996 JU                  | 11 maggio 1996    | T. B. Spahr                          |
| 17634 -              | 1996 NM3                 | 14 luglio 1996    | E. W. Elst                           |
| 17635 -              | 1996 OC1                 | 20 luglio 1996    | Beijing Schmidt CCD Asteroid Program |
| 17636 -              | 1996 PQ                  | 9 agosto 1996     | NEAT                                 |
| 17637 Blaschke       | 1996 PA1                 | 11 agosto 1996    | P. G. Comba                          |
| 17638 Sualan         | 1996 PB1                 | 11 agosto 1996    | G. R. Viscome                        |
| 17639 -              | 1996 PA4                 | 9 agosto 1996     | NEAT                                 |
| 17640 Mount Stromlo  | 1996 PA7                 | 15 agosto 1996    | R. H. McNaught, J. B. Child          |
| 17641 -              | 1996 SW7                 | 18 settembre 1996 | Beijing Schmidt CCD Asteroid Program |
| 17642 -              | 1996 TY4                 | 6 ottobre 1996    | G. R. Viscome                        |
| 17643 -              | 1996 TJ5                 | 9 ottobre 1996    | NEAT                                 |
| 17644 -              | 1996 TW8                 | 10 ottobre 1996   | T. B. Spahr                          |
| 17645 Inarimori      | 1996 TR14                | 9 ottobre 1996    | T. Okuni                             |
| 17646 -              | 1996 TM36                | 12 ottobre 1996   | Spacewatch                           |
| 17647 -              | 1996 TR41                | 8 ottobre 1996    | E. W. Elst                           |
| 17648 -              | 1996 UU                  | 16 ottobre 1996   | Y. Shimizu, T. Urata                 |
| 17649 Brunorossi     | 1996 UP1                 | 17 ottobre 1996   | V. S. Casulli                        |
| 17650 -              | 1996 UH5                 | 29 ottobre 1996   | Beijing Schmidt CCD Asteroid Program |
| 17651 Tajimi         | 1996 VM1                 | 3 novembre 1996   | Y. Mizuno, T. Furuta                 |
| 17652 Nepoti         | 1996 VQ1                 | 3 novembre 1996   | V. Goretti                           |
| 17653 Bochner        | 1996 VM2                 | 10 novembre 1996  | P. G. Comba                          |
| 17654 -              | 1996 VK3                 | 6 novembre 1996   | T. Kobayashi                         |
| 17655 -              | 1996 VL3                 | 6 novembre 1996   | T. Kobayashi                         |
| 17656 Hayabusa       | 1996 VL4                 | 6 novembre 1996   | N. Sato                              |
| 17657 Himawari       | 1996 VO4                 | 6 novembre 1996   | N. Sato                              |
| 17658 -              | 1996 VS4                 | 13 novembre 1996  | T. Kobayashi                         |
| 17659 -              | 1996 VX5                 | 15 novembre 1996  | T. Kobayashi                         |
| 17660 -              | 1996 VP6                 | 7 novembre 1996   | S. P. Laurie                         |
| 17661 -              | 1996 VW7                 | 3 novembre 1996   | S. Ueda, H. Kaneda                   |
| 17662 -              | 1996 VG30                | 7 novembre 1996   | S. Ueda, H. Kaneda                   |
| 17663 -              | 1996 VK30                | 7 novembre 1996   | S. Ueda, H. Kaneda                   |
| 17664 -              | 1996 VP30                | 7 novembre 1996   | S. Ueda, H. Kaneda                   |
| 17665 -              | 1996 WD                  | 16 novembre 1996  | T. Kobayashi                         |
| 17666 -              | 1996 XR                  | 1 dicembre 1996   | N. Sato                              |
| 17667 -              | 1996 XT5                 | 7 dicembre 1996   | T. Kobayashi                         |
| 17668 -              | 1996 XW5                 | 7 dicembre 1996   | T. Kobayashi                         |
| 17669 -              | 1996 XF6                 | 7 dicembre 1996   | T. Kobayashi                         |
| 17670 Liddell        | 1996 XQ19                | 8 dicembre 1996   | T. Urata                             |
| 17671 -              | 1996 XS19                | 11 dicembre 1996  | T. Kobayashi                         |
| 17672 -              | 1996 XS25                | 11 dicembre 1996  | Saji                                 |
| 17673 Houkidaisen    | 1996 XL32                | 15 dicembre 1996  | Saji                                 |
| 17674 -              | 1996 YG                  | 20 dicembre 1996  | T. Kobayashi                         |
| 17675 -              | 1996 YU                  | 20 dicembre 1996  | T. Kobayashi                         |
| 17676 -              | 1997 AG1                 | 2 gennaio 1997    | T. Kobayashi                         |
| 17677 -              | 1997 AW2                 | 4 gennaio 1997    | T. Kobayashi                         |
| 17678 -              | 1997 AG3                 | 3 gennaio 1997    | Spacewatch                           |
| 17679 -              | 1997 AK4                 | 6 gennaio 1997    | T. Kobayashi                         |
| 17680 -              | 1997 AW5                 | 1 gennaio 1997    | Beijing Schmidt CCD Asteroid Program |
| 17681 Tweedledum     | 1997 AQ6                 | 6 gennaio 1997    | T. Urata                             |
| 17682 -              | 1997 AR12                | 10 gennaio 1997   | T. Kobayashi                         |
| 17683 Kanagawa       | 1997 AR16                | 10 gennaio 1997   | A. Asami                             |
| 17684 -              | 1997 AS16                | 14 gennaio 1997   | T. Kobayashi                         |
| 17685 -              | 1997 AJ19                | 13 gennaio 1997   | T. Okuni                             |
| 17686 -              | 1997 BC2                 | 29 gennaio 1997   | T. Kobayashi                         |
| 17687 -              | 1997 BN2                 | 30 gennaio 1997   | T. Kobayashi                         |
| 17688 -              | 1997 BM3                 | 31 gennaio 1997   | T. Kobayashi                         |
| 17689 -              | 1997 CS                  | 1 febbraio 1997   | T. Kobayashi                         |
| 17690 -              | 1997 CY2                 | 3 febbraio 1997   | T. Kobayashi                         |
| 17691 -              | 1997 CF17                | 1 febbraio 1997   | Spacewatch                           |
| 17692 -              | 1997 CX27                | 6 febbraio 1997   | Beijing Schmidt CCD Asteroid Program |
| 17693 Wangdaheng     | 1997 CP28                | 15 febbraio 1997  | Beijing Schmidt CCD Asteroid Program |
| 17694 Jiránek        | 1997 ET1                 | 4 marzo 1997      | M. Tichý, Z. Moravec                 |
| 17695 -              | 1997 EE7                 | 3 marzo 1997      | Spacewatch                           |
| 17696 Bombelli       | 1997 EH8                 | 8 marzo 1997      | P. G. Comba                          |
| 17697 Evanchen       | 1997 EQ41                | 10 marzo 1997     | LINEAR                               |
| 17698 Racheldavis    | 1997 EW42                | 10 marzo 1997     | LINEAR                               |
| 17699 -              | 1997 GX7                 | 2 aprile 1997     | LINEAR                               |
| 17700 Oleksiygolubov | 1997 GM40                | 7 aprile 1997     | E. W. Elst                           |

## 17701-17800
| Nome                | Designazione provvisoria | Data di scoperta | Scopritore                           |
| ------------------- | ------------------------ | ---------------- | ------------------------------------ |
| 17701 -             | 1997 GU41                | 9 aprile 1997    | E. W. Elst                           |
| 17702 Kryštofharant | 1997 JD                  | 1 maggio 1997    | P. Pravec                            |
| 17703 Bombieri      | 1997 RS5                 | 9 settembre 1997 | P. G. Comba                          |
| 17704 -             | 1997 UM5                 | 21 ottobre 1997  | Spacewatch                           |
| 17705 -             | 1997 UM24                | 28 ottobre 1997  | Beijing Schmidt CCD Asteroid Program |
| 17706 -             | 1997 VA6                 | 9 novembre 1997  | T. Kobayashi                         |
| 17707 -             | 1997 VM7                 | 2 novembre 1997  | Beijing Schmidt CCD Asteroid Program |
| 17708 -             | 1997 WB                  | 18 novembre 1997 | F. B. Zoltowski                      |
| 17709 -             | 1997 WV1                 | 19 novembre 1997 | T. Kobayashi                         |
| 17710 -             | 1997 WT2                 | 23 novembre 1997 | T. Kobayashi                         |
| 17711 -             | 1997 WA7                 | 23 novembre 1997 | Spacewatch                           |
| 17712 Fatherwilliam | 1997 WK7                 | 19 novembre 1997 | Y. Shimizu, T. Urata                 |
| 17713 -             | 1997 WJ20                | 25 novembre 1997 | Spacewatch                           |
| 17714 -             | 1997 WR38                | 29 novembre 1997 | LINEAR                               |
| 17715 -             | 1997 WZ39                | 29 novembre 1997 | LINEAR                               |
| 17716 -             | 1997 WW43                | 29 novembre 1997 | LINEAR                               |
| 17717 -             | 1997 XL                  | 3 dicembre 1997  | T. Kobayashi                         |
| 17718 -             | 1997 XZ                  | 3 dicembre 1997  | T. Kobayashi                         |
| 17719 -             | 1997 XV1                 | 2 dicembre 1997  | Y. Shimizu, T. Urata                 |
| 17720 Manuboccuni   | 1997 XH10                | 7 dicembre 1997  | U. Munari, M. Tombelli               |
| 17721 -             | 1997 XT10                | 10 dicembre 1997 | Beijing Schmidt CCD Asteroid Program |
| 17722 -             | 1997 YT1                 | 21 dicembre 1997 | Beijing Schmidt CCD Asteroid Program |
| 17723 -             | 1997 YA4                 | 22 dicembre 1997 | Beijing Schmidt CCD Asteroid Program |
| 17724 -             | 1997 YZ5                 | 25 dicembre 1997 | T. Kobayashi                         |
| 17725 -             | 1997 YQ7                 | 27 dicembre 1997 | T. Kobayashi                         |
| 17726 -             | 1997 YS10                | 22 dicembre 1997 | Beijing Schmidt CCD Asteroid Program |
| 17727 -             | 1997 YU11                | 30 dicembre 1997 | T. Kobayashi                         |
| 17728 -             | 1997 YM12                | 21 dicembre 1997 | Spacewatch                           |
| 17729 -             | 1997 YW14                | 28 dicembre 1997 | Spacewatch                           |
| 17730 -             | 1998 AS4                 | 6 gennaio 1998   | Spacewatch                           |
| 17731 -             | 1998 AD10                | 15 gennaio 1998  | ODAS                                 |
| 17732 -             | 1998 AQ10                | 1 gennaio 1998   | Spacewatch                           |
| 17733 -             | 1998 BS1                 | 19 gennaio 1998  | T. Kobayashi                         |
| 17734 Boole         | 1998 BW3                 | 22 gennaio 1998  | P. G. Comba                          |
| 17735 -             | 1998 BG7                 | 24 gennaio 1998  | NEAT                                 |
| 17736 Zhifeiyu      | 1998 BA12                | 23 gennaio 1998  | LINEAR                               |
| 17737 Sigmundjähn   | 1998 BF14                | 27 gennaio 1998  | J. Kandler                           |
| 17738 -             | 1998 BS15                | 24 gennaio 1998  | NEAT                                 |
| 17739 -             | 1998 BY15                | 25 gennaio 1998  | NEAT                                 |
| 17740 -             | 1998 BC19                | 27 gennaio 1998  | A. Testa, P. Ghezzi                  |
| 17741 -             | 1998 BS23                | 26 gennaio 1998  | Spacewatch                           |
| 17742 -             | 1998 BP25                | 28 gennaio 1998  | T. Kobayashi                         |
| 17743 -             | 1998 BA31                | 26 gennaio 1998  | Spacewatch                           |
| 17744 Jodiefoster   | 1998 BZ31                | 18 gennaio 1998  | ODAS                                 |
| 17745 -             | 1998 BG34                | 22 gennaio 1998  | Spacewatch                           |
| 17746 Haigha        | 1998 BU41                | 30 gennaio 1998  | T. Kagawa, T. Urata                  |
| 17747 -             | 1998 BJ42                | 26 gennaio 1998  | Beijing Schmidt CCD Asteroid Program |
| 17748 Uedashoji     | 1998 CL                  | 1 febbraio 1998  | Saji                                 |
| 17749 Dulbecco      | 1998 DW1                 | 19 febbraio 1998 | Farra d'Isonzo                       |
| 17750 -             | 1998 DZ1                 | 18 febbraio 1998 | F. B. Zoltowski                      |
| 17751 -             | 1998 DN3                 | 22 febbraio 1998 | NEAT                                 |
| 17752 -             | 1998 DM4                 | 22 febbraio 1998 | NEAT                                 |
| 17753 -             | 1998 DZ5                 | 22 febbraio 1998 | NEAT                                 |
| 17754 -             | 1998 DN8                 | 21 febbraio 1998 | Beijing Schmidt CCD Asteroid Program |
| 17755 -             | 1998 DU11                | 24 febbraio 1998 | NEAT                                 |
| 17756 -             | 1998 DM13                | 25 febbraio 1998 | NEAT                                 |
| 17757 -             | 1998 DG15                | 22 febbraio 1998 | NEAT                                 |
| 17758 -             | 1998 DC18                | 23 febbraio 1998 | Spacewatch                           |
| 17759 Hatta         | 1998 DA24                | 17 febbraio 1998 | Y. Shimizu, T. Urata                 |
| 17760 -             | 1998 DU33                | 27 febbraio 1998 | E. W. Elst                           |
| 17761 -             | 1998 DV34                | 27 febbraio 1998 | E. W. Elst                           |
| 17762 -             | 1998 DY34                | 27 febbraio 1998 | E. W. Elst                           |
| 17763 -             | 1998 EG                  | 1 marzo 1998     | ODAS                                 |
| 17764 Schatzman     | 1998 ES1                 | 2 marzo 1998     | ODAS                                 |
| 17765 -             | 1998 EZ2                 | 1 marzo 1998     | Beijing Schmidt CCD Asteroid Program |
| 17766 -             | 1998 ES3                 | 2 marzo 1998     | T. Kobayashi                         |
| 17767 -             | 1998 EJ6                 | 1 marzo 1998     | ODAS                                 |
| 17768 Tigerlily     | 1998 EO8                 | 3 marzo 1998     | T. Urata                             |
| 17769 -             | 1998 EM9                 | 15 marzo 1998    | T. Kobayashi                         |
| 17770 Baumé         | 1998 EU11                | 1 marzo 1998     | E. W. Elst                           |
| 17771 Elsheimer     | 1998 EA13                | 1 marzo 1998     | E. W. Elst                           |
| 17772 -             | 1998 EP13                | 1 marzo 1998     | E. W. Elst                           |
| 17773 -             | 1998 EX13                | 1 marzo 1998     | E. W. Elst                           |
| 17774 -             | 1998 ER14                | 1 marzo 1998     | E. W. Elst                           |
| 17775 -             | 1998 FH                  | 18 marzo 1998    | F. B. Zoltowski                      |
| 17776 Troska        | 1998 FF3                 | 22 marzo 1998    | P. Pravec                            |
| 17777 Ornicar       | 1998 FV9                 | 24 marzo 1998    | ODAS                                 |
| 17778 -             | 1998 FT11                | 24 marzo 1998    | NEAT                                 |
| 17779 Migomueller   | 1998 FK12                | 26 marzo 1998    | ODAS                                 |
| 17780 -             | 1998 FY13                | 24 marzo 1998    | NEAT                                 |
| 17781 Kepping       | 1998 FH23                | 20 marzo 1998    | LINEAR                               |
| 17782 Paulbailey    | 1998 FD26                | 20 marzo 1998    | LINEAR                               |
| 17783 Scottbrunner  | 1998 FO29                | 20 marzo 1998    | LINEAR                               |
| 17784 Banerjee      | 1998 FF30                | 20 marzo 1998    | LINEAR                               |
| 17785 Wesleyfuller  | 1998 FX35                | 20 marzo 1998    | LINEAR                               |
| 17786 -             | 1998 FL36                | 20 marzo 1998    | LINEAR                               |
| 17787 -             | 1998 FT39                | 20 marzo 1998    | LINEAR                               |
| 17788 -             | 1998 FT41                | 20 marzo 1998    | LINEAR                               |
| 17789 Carolcarty    | 1998 FJ49                | 20 marzo 1998    | LINEAR                               |
| 17790 -             | 1998 FN49                | 20 marzo 1998    | LINEAR                               |
| 17791 -             | 1998 FN54                | 20 marzo 1998    | LINEAR                               |
| 17792 Kathconnelly  | 1998 FR56                | 20 marzo 1998    | LINEAR                               |
| 17793 Delorio       | 1998 FO58                | 20 marzo 1998    | LINEAR                               |
| 17794 Kowalinski    | 1998 FC60                | 20 marzo 1998    | LINEAR                               |
| 17795 Elysiasegal   | 1998 FJ61                | 20 marzo 1998    | LINEAR                               |
| 17796 -             | 1998 FM62                | 20 marzo 1998    | LINEAR                               |
| 17797 Philfrankel   | 1998 FO62                | 20 marzo 1998    | LINEAR                               |
| 17798 -             | 1998 FC63                | 20 marzo 1998    | LINEAR                               |
| 17799 Petewilliams  | 1998 FC64                | 20 marzo 1998    | LINEAR                               |
| 17800 -             | 1998 FG66                | 20 marzo 1998    | LINEAR                               |

## 17801-17900
| Nome                  | Designazione provvisoria | Data di scoperta  | Scopritore            |
| --------------------- | ------------------------ | ----------------- | --------------------- |
| 17801 Zelkowitz       | 1998 FH69                | 20 marzo 1998     | LINEAR                |
| 17802 -               | 1998 FA71                | 20 marzo 1998     | LINEAR                |
| 17803 Barish          | 1998 FD71                | 20 marzo 1998     | LINEAR                |
| 17804 -               | 1998 FH71                | 20 marzo 1998     | LINEAR                |
| 17805 Švestka         | 1998 FV72                | 30 marzo 1998     | M. Tichý, Z. Moravec  |
| 17806 Adolfborn       | 1998 FO73                | 31 marzo 1998     | P. Pravec             |
| 17807 Ericpearce      | 1998 FT74                | 19 marzo 1998     | LONEOS                |
| 17808 -               | 1998 FV74                | 24 marzo 1998     | LINEAR                |
| 17809 -               | 1998 FR78                | 24 marzo 1998     | LINEAR                |
| 17810 Brittholden     | 1998 FM100               | 31 marzo 1998     | LINEAR                |
| 17811 -               | 1998 FH105               | 31 marzo 1998     | LINEAR                |
| 17812 -               | 1998 FH109               | 31 marzo 1998     | LINEAR                |
| 17813 Alisonhuenger   | 1998 FL109               | 31 marzo 1998     | LINEAR                |
| 17814 -               | 1998 FH113               | 31 marzo 1998     | LINEAR                |
| 17815 Kulawik         | 1998 FM113               | 31 marzo 1998     | LINEAR                |
| 17816 -               | 1998 FY113               | 31 marzo 1998     | LINEAR                |
| 17817 -               | 1998 FU116               | 31 marzo 1998     | LINEAR                |
| 17818 -               | 1998 FE118               | 31 marzo 1998     | LINEAR                |
| 17819 -               | 1998 FK118               | 31 marzo 1998     | LINEAR                |
| 17820 -               | 1998 FZ125               | 31 marzo 1998     | LINEAR                |
| 17821 Bölsche         | 1998 FC127               | 31 marzo 1998     | A. Knöfel, J. Kandler |
| 17822 Tonireland      | 1998 FM135               | 22 marzo 1998     | LINEAR                |
| 17823 Bartels         | 1998 GA                  | 1 aprile 1998     | J. M. Roe             |
| 17824 -               | 1998 GF                  | 2 aprile 1998     | LINEAR                |
| 17825 Juranitch       | 1998 GQ8                 | 2 aprile 1998     | LINEAR                |
| 17826 Normanwisdom    | 1998 GK10                | 3 aprile 1998     | J. Broughton          |
| 17827 -               | 1998 HW                  | 17 aprile 1998    | Spacewatch            |
| 17828 -               | 1998 HK8                 | 22 aprile 1998    | F. B. Zoltowski       |
| 17829 -               | 1998 HX32                | 20 aprile 1998    | LINEAR                |
| 17830 Andreajurgens   | 1998 HR35                | 20 aprile 1998    | LINEAR                |
| 17831 Ussery          | 1998 HW35                | 20 aprile 1998    | LINEAR                |
| 17832 Pitman          | 1998 HV39                | 20 aprile 1998    | LINEAR                |
| 17833 -               | 1998 HO42                | 23 aprile 1998    | NEAT                  |
| 17834 -               | 1998 HL43                | 25 aprile 1998    | Višnjan Observatory   |
| 17835 Anoelsuri       | 1998 HS46                | 20 aprile 1998    | LINEAR                |
| 17836 Canup           | 1998 HT50                | 21 aprile 1998    | LONEOS                |
| 17837 -               | 1998 HQ92                | 21 aprile 1998    | LINEAR                |
| 17838 -               | 1998 HJ94                | 21 aprile 1998    | LINEAR                |
| 17839 -               | 1998 HN95                | 21 aprile 1998    | LINEAR                |
| 17840 -               | 1998 HG96                | 21 aprile 1998    | LINEAR                |
| 17841 Karenlucci      | 1998 HZ96                | 21 aprile 1998    | LINEAR                |
| 17842 Jorgegarcia     | 1998 HN98                | 21 aprile 1998    | LINEAR                |
| 17843 Shaelucero      | 1998 HD99                | 21 aprile 1998    | LINEAR                |
| 17844 Judson          | 1998 HM100               | 21 aprile 1998    | LINEAR                |
| 17845 -               | 1998 HY112               | 23 aprile 1998    | LINEAR                |
| 17846 -               | 1998 HB115               | 23 aprile 1998    | LINEAR                |
| 17847 -               | 1998 HQ115               | 23 aprile 1998    | LINEAR                |
| 17848 Mordechai       | 1998 HR133               | 19 aprile 1998    | LINEAR                |
| 17849 -               | 1998 HL134               | 19 aprile 1998    | LINEAR                |
| 17850 -               | 1998 HR150               | 20 aprile 1998    | Spacewatch            |
| 17851 Kaler           | 1998 JK                  | 1 maggio 1998     | NEAT                  |
| 17852 -               | 1998 JN1                 | 1 maggio 1998     | NEAT                  |
| 17853 Ronaldsayer     | 1998 JK3                 | 1 maggio 1998     | LONEOS                |
| 17854 -               | 1998 JC4                 | 5 maggio 1998     | F. B. Zoltowski       |
| 17855 Geffert         | 1998 KK                  | 19 maggio 1998    | Starkenburg           |
| 17856 Gomes           | 1998 KL1                 | 18 maggio 1998    | LONEOS                |
| 17857 Hsieh           | 1998 KR1                 | 18 maggio 1998    | LONEOS                |
| 17858 Beaugé          | 1998 KS3                 | 22 maggio 1998    | LONEOS                |
| 17859 Galinaryabova   | 1998 KC4                 | 22 maggio 1998    | LONEOS                |
| 17860 Roig            | 1998 KQ4                 | 22 maggio 1998    | LONEOS                |
| 17861 -               | 1998 KN24                | 22 maggio 1998    | LINEAR                |
| 17862 -               | 1998 KT28                | 22 maggio 1998    | LINEAR                |
| 17863 -               | 1998 KN30                | 22 maggio 1998    | LINEAR                |
| 17864 -               | 1998 KK38                | 22 maggio 1998    | LINEAR                |
| 17865 Odden           | 1998 KS39                | 22 maggio 1998    | LINEAR                |
| 17866 -               | 1998 KV45                | 22 maggio 1998    | LINEAR                |
| 17867 -               | 1998 KD46                | 22 maggio 1998    | LINEAR                |
| 17868 -               | 1998 KW46                | 22 maggio 1998    | LINEAR                |
| 17869 Descamps        | 1998 MA14                | 20 giugno 1998    | ODAS                  |
| 17870 Pannett         | 1998 QU92                | 28 agosto 1998    | LINEAR                |
| 17871 -               | 1998 RD58                | 14 settembre 1998 | LINEAR                |
| 17872 -               | 1998 SP22                | 23 settembre 1998 | Višnjan Observatory   |
| 17873 Palaciosdeborao | 1998 XO96                | 11 dicembre 1998  | O. A. Naranjo         |
| 17874 -               | 1998 YM3                 | 17 dicembre 1998  | T. Kobayashi          |
| 17875 -               | 1999 AQ2                 | 9 gennaio 1999    | T. Kobayashi          |
| 17876 -               | 1999 AX21                | 15 gennaio 1999   | K. Korlević           |
| 17877 -               | 1999 AZ22                | 15 gennaio 1999   | T. Kobayashi          |
| 17878 -               | 1999 AR25                | 15 gennaio 1999   | ODAS                  |
| 17879 Robutel         | 1999 BA14                | 22 gennaio 1999   | ODAS                  |
| 17880 Vanessaparker   | 1999 BA24                | 18 gennaio 1999   | LINEAR                |
| 17881 Radmall         | 1999 CA51                | 10 febbraio 1999  | LINEAR                |
| 17882 Thielemann      | 1999 CX87                | 10 febbraio 1999  | LINEAR                |
| 17883 Scobuchanan     | 1999 CP105               | 12 febbraio 1999  | LINEAR                |
| 17884 Jeffthompson    | 1999 CD116               | 12 febbraio 1999  | LINEAR                |
| 17885 Brianbeyt       | 1999 CF118               | 12 febbraio 1999  | LINEAR                |
| 17886 Ramazan         | 1999 CH118               | 12 febbraio 1999  | LINEAR                |
| 17887 -               | 1999 DE1                 | 17 febbraio 1999  | ODAS                  |
| 17888 -               | 1999 DB3                 | 21 febbraio 1999  | T. Kobayashi          |
| 17889 Liechty         | 1999 DH3                 | 20 febbraio 1999  | LINEAR                |
| 17890 -               | 1999 DU6                 | 20 febbraio 1999  | LINEAR                |
| 17891 Buraliforti     | 1999 EA                  | 6 marzo 1999      | P. G. Comba           |
| 17892 Morecambewise   | 1999 EO5                 | 15 marzo 1999     | J. Broughton          |
| 17893 Arlot           | 1999 FO                  | 17 marzo 1999     | ODAS                  |
| 17894 -               | 1999 FP                  | 17 marzo 1999     | ODAS                  |
| 17895 -               | 1999 FZ2                 | 17 marzo 1999     | Spacewatch            |
| 17896 -               | 1999 FW4                 | 17 marzo 1999     | Spacewatch            |
| 17897 Gallardo        | 1999 FV8                 | 19 marzo 1999     | LONEOS                |
| 17898 Scottsheppard   | 1999 FB19                | 22 marzo 1999     | LONEOS                |
| 17899 Mariacristina   | 1999 FD19                | 22 marzo 1999     | LONEOS                |
| 17900 Leiferman       | 1999 FO24                | 19 marzo 1999     | LINEAR                |

## 17901-18000
| Nome                   | Designazione provvisoria | Data di scoperta | Scopritore           |
| ---------------------- | ------------------------ | ---------------- | -------------------- |
| 17901 Korinriske       | 1999 FT25                | 19 marzo 1999    | LINEAR               |
| 17902 Britbaker        | 1999 FM26                | 19 marzo 1999    | LINEAR               |
| 17903 Shamieh          | 1999 FS27                | 19 marzo 1999    | LINEAR               |
| 17904 Annekoupal       | 1999 FW30                | 19 marzo 1999    | LINEAR               |
| 17905 Kabtamu          | 1999 FM31                | 19 marzo 1999    | LINEAR               |
| 17906 Shapovalov       | 1999 FG32                | 19 marzo 1999    | LINEAR               |
| 17907 Danielgude       | 1999 FQ33                | 19 marzo 1999    | LINEAR               |
| 17908 Chriskuyu        | 1999 FL34                | 19 marzo 1999    | LINEAR               |
| 17909 Nikhilshukla     | 1999 FC35                | 19 marzo 1999    | LINEAR               |
| 17910 Munyan           | 1999 FG37                | 20 marzo 1999    | LINEAR               |
| 17911 Robertsnyder     | 1999 FF41                | 20 marzo 1999    | LINEAR               |
| 17912 -                | 1999 FV44                | 20 marzo 1999    | LINEAR               |
| 17913 Strode           | 1999 FT52                | 20 marzo 1999    | LINEAR               |
| 17914 Joannelee        | 1999 FA54                | 20 marzo 1999    | LINEAR               |
| 17915 -                | 1999 GU                  | 5 aprile 1999    | K. Korlević          |
| 17916 -                | 1999 GZ3                 | 10 aprile 1999   | F. B. Zoltowski      |
| 17917 Cartan           | 1999 GN5                 | 15 aprile 1999   | P. G. Comba          |
| 17918 -                | 1999 GE6                 | 14 aprile 1999   | Y. Shimizu, T. Urata |
| 17919 Licandro         | 1999 GC8                 | 9 aprile 1999    | LONEOS               |
| 17920 Zarnecki         | 1999 GE9                 | 10 aprile 1999   | LONEOS               |
| 17921 Aldeobaldia      | 1999 GC13                | 15 aprile 1999   | LINEAR               |
| 17922 -                | 1999 GS13                | 12 aprile 1999   | Spacewatch           |
| 17923 Strother         | 1999 GY16                | 15 aprile 1999   | LINEAR               |
| 17924 -                | 1999 GA17                | 15 aprile 1999   | LINEAR               |
| 17925 Dougweinberg     | 1999 GQ17                | 15 aprile 1999   | LINEAR               |
| 17926 Jameswu          | 1999 GA18                | 15 aprile 1999   | LINEAR               |
| 17927 Ghoshal          | 1999 GL20                | 15 aprile 1999   | LINEAR               |
| 17928 Neuwirth         | 1999 GJ21                | 15 aprile 1999   | LINEAR               |
| 17929 Sully            | 1999 GQ21                | 15 aprile 1999   | LINEAR               |
| 17930 Kennethott       | 1999 GE24                | 6 aprile 1999    | LINEAR               |
| 17931 -                | 1999 GA27                | 7 aprile 1999    | LINEAR               |
| 17932 Viswanathan      | 1999 GA35                | 6 aprile 1999    | LINEAR               |
| 17933 Haraguchi        | 1999 GM36                | 12 aprile 1999   | LINEAR               |
| 17934 Deleon           | 1999 GK39                | 12 aprile 1999   | LINEAR               |
| 17935 Vinhoward        | 1999 GX45                | 12 aprile 1999   | LINEAR               |
| 17936 Nilus            | 1999 HE3                 | 24 aprile 1999   | J. Broughton         |
| 17937 -                | 1999 HO4                 | 16 aprile 1999   | Spacewatch           |
| 17938 Tamsendrew       | 1999 HW6                 | 17 aprile 1999   | LINEAR               |
| 17939 Shanethread      | 1999 HH8                 | 16 aprile 1999   | LINEAR               |
| 17940 Kandyjarvis      | 1999 JK2                 | 8 maggio 1999    | CSS                  |
| 17941 Horbatt          | 1999 JW2                 | 6 maggio 1999    | R. A. Tucker         |
| 17942 Whiterabbit      | 1999 JG6                 | 11 maggio 1999   | Y. Shimizu, T. Urata |
| 17943 -                | 1999 JZ6                 | 8 maggio 1999    | CSS                  |
| 17944 -                | 1999 JF7                 | 8 maggio 1999    | CSS                  |
| 17945 Hawass           | 1999 JU8                 | 14 maggio 1999   | J. Broughton         |
| 17946 -                | 1999 JC9                 | 7 maggio 1999    | CSS                  |
| 17947 -                | 1999 JV10                | 9 maggio 1999    | CSS                  |
| 17948 -                | 1999 JQ15                | 12 maggio 1999   | T. Okuni             |
| 17949 -                | 1999 JA18                | 10 maggio 1999   | LINEAR               |
| 17950 Grover           | 1999 JS18                | 10 maggio 1999   | LINEAR               |
| 17951 Fenska           | 1999 JO19                | 10 maggio 1999   | LINEAR               |
| 17952 Folsom           | 1999 JT19                | 10 maggio 1999   | LINEAR               |
| 17953 -                | 1999 JB20                | 10 maggio 1999   | LINEAR               |
| 17954 Hopkins          | 1999 JP20                | 10 maggio 1999   | LINEAR               |
| 17955 Sedransk         | 1999 JZ22                | 10 maggio 1999   | LINEAR               |
| 17956 Andrewlenoir     | 1999 JC28                | 10 maggio 1999   | LINEAR               |
| 17957 -                | 1999 JE29                | 10 maggio 1999   | LINEAR               |
| 17958 Schoof           | 1999 JE33                | 10 maggio 1999   | LINEAR               |
| 17959 Camierickson     | 1999 JZ33                | 10 maggio 1999   | LINEAR               |
| 17960 Liberatore       | 1999 JB36                | 10 maggio 1999   | LINEAR               |
| 17961 Mariagorodnitsky | 1999 JB37                | 10 maggio 1999   | LINEAR               |
| 17962 Andrewherron     | 1999 JD37                | 10 maggio 1999   | LINEAR               |
| 17963 Vonderheydt      | 1999 JM40                | 10 maggio 1999   | LINEAR               |
| 17964 -                | 1999 JY41                | 10 maggio 1999   | LINEAR               |
| 17965 Brodersen        | 1999 JO43                | 10 maggio 1999   | LINEAR               |
| 17966 -                | 1999 JS43                | 10 maggio 1999   | LINEAR               |
| 17967 Bacampbell       | 1999 JT45                | 10 maggio 1999   | LINEAR               |
| 17968 -                | 1999 JX46                | 10 maggio 1999   | LINEAR               |
| 17969 Truong           | 1999 JB47                | 10 maggio 1999   | LINEAR               |
| 17970 Palepu           | 1999 JA48                | 10 maggio 1999   | LINEAR               |
| 17971 Samuelhowell     | 1999 JZ50                | 10 maggio 1999   | LINEAR               |
| 17972 Ascione          | 1999 JH51                | 10 maggio 1999   | LINEAR               |
| 17973 -                | 1999 JP51                | 10 maggio 1999   | LINEAR               |
| 17974 -                | 1999 JL52                | 10 maggio 1999   | LINEAR               |
| 17975 -                | 1999 JB53                | 10 maggio 1999   | LINEAR               |
| 17976 Schulman         | 1999 JQ54                | 10 maggio 1999   | LINEAR               |
| 17977 -                | 1999 JR54                | 10 maggio 1999   | LINEAR               |
| 17978 -                | 1999 JS54                | 10 maggio 1999   | LINEAR               |
| 17979 -                | 1999 JS55                | 10 maggio 1999   | LINEAR               |
| 17980 Vanschaik        | 1999 JN56                | 10 maggio 1999   | LINEAR               |
| 17981 -                | 1999 JZ56                | 10 maggio 1999   | LINEAR               |
| 17982 Simcmillan       | 1999 JK57                | 10 maggio 1999   | LINEAR               |
| 17983 Buhrmester       | 1999 JV59                | 10 maggio 1999   | LINEAR               |
| 17984 Ahantonioli      | 1999 JU60                | 10 maggio 1999   | LINEAR               |
| 17985 -                | 1999 JC62                | 10 maggio 1999   | LINEAR               |
| 17986 -                | 1999 JF62                | 10 maggio 1999   | LINEAR               |
| 17987 -                | 1999 JQ62                | 10 maggio 1999   | LINEAR               |
| 17988 Joannehsieh      | 1999 JR62                | 10 maggio 1999   | LINEAR               |
| 17989 -                | 1999 JE64                | 10 maggio 1999   | LINEAR               |
| 17990 -                | 1999 JK64                | 10 maggio 1999   | LINEAR               |
| 17991 Joshuaegan       | 1999 JN65                | 12 maggio 1999   | LINEAR               |
| 17992 Japellegrino     | 1999 JR65                | 12 maggio 1999   | LINEAR               |
| 17993 Kluesing         | 1999 JT68                | 12 maggio 1999   | LINEAR               |
| 17994 -                | 1999 JF70                | 12 maggio 1999   | LINEAR               |
| 17995 Jolinefan        | 1999 JF74                | 12 maggio 1999   | LINEAR               |
| 17996 -                | 1999 JQ75                | 10 maggio 1999   | LINEAR               |
| 17997 -                | 1999 JN78                | 13 maggio 1999   | LINEAR               |
| 17998 -                | 1999 JN80                | 12 maggio 1999   | LINEAR               |
| 17999 -                | 1999 JO80                | 12 maggio 1999   | LINEAR               |
| 18000 -                | 1999 JX80                | 11 aprile 1999   | LINEAR               |